# Список мостов Санкт-Петербурга
В черте Санкт-Петербурга находится множество (в сумме 93) рек, рукавов, протоков и каналов (общей длиной ок. 300 км) и около 100 водоёмов (озёр, прудов, искусственных водоёмов), через которые перекинуто ок. 465 мостов (не считая мосты на территориях промышленных предприятий), в том числе 218 пешеходных. Из них по состоянию на 2022 год 443 моста находятся на содержании Мостотреста — единственного городского бюджетного учреждения, отвечающего за содержание мостов.
- Самый длинный мост — Южная эстакада ЗСД через Екатерингофку, Морской канал и Корабельный фарватер (полная длина моста — 9378 метра)[2].
- Самый широкий мост — Синий мост на реке Мойке (97,3 метра).
- Первый наплавной мост через Неву (между Васильевским и 1-м Адмиралтейским островами) — Исаакиевский 1727 года (тогда Невский).
- Первый постоянный мост через Неву (между Васильевским и 2-м Адмиралтейским островами) — Благовещенский 1850 года.

В этот список включены существующие постоянные мосты над водными поверхностями в границах города федерального значения Санкт-Петербурга. По умолчанию, мосты расположены по протокам, которые они пересекают, в порядке от истока к устью.

## Мосты через рекуНеву
| Название                                                                      | Протока       | Створ и соединяемые острова                                                              | Дл.× шир., м | Открытие          | Проект                                                                           | Современный статус            | Конструкция                                        | Изображение |
| ----------------------------------------------------------------------------- | ------------- | ---------------------------------------------------------------------------------------- | ------------ | ----------------- | -------------------------------------------------------------------------------- | ----------------------------- | -------------------------------------------------- | ----------- |
| Большой Обуховский мост (неоф. — Вантовый мост)                               | Нева          | КАД                                                                                      | 994× 25(2)   | 2004, 15 декабря  | институт «Стройпроект»                                                           | (4+4)                         | 7-пролётный вантовый                               |             |
| Володарский мост                                                              | Нева          | Ивановская ул. — Народная ул.                                                            | 362,8× 36,8  | 1992,19 августа   | инж.: Н. Г. Тихомиров, А. И. Кецлах, арх.: Ю. И. Синица                          | (3+3) (2) (2)                 | разводной 5-пролётный балочный                     |             |
| Финляндский железнодорожный мост (до 1917 — мост императора Александра I)     | Нева          | ст. Глухоозерская — ст. Дача Долгорукова                                                 | 538,2× 6(2)  | 1912              | инж.: Н. А. Белелюбский, Г. Г. Кривошеин, И. Г. Александров, арх.: В. П. Апышков | (2) 781711205470005           | разводной 7-пролётный балочно- ферменный           |             |
| мост Александра Невского                                                      | Нева          | пл. Александра Невского (Безымянный о.) — Заневский пр.                                  | 629× 35      | 1965, 5 ноября    | инж.: А. С. Евдонин арх.: А. В. Жук, Ю. И. Синица                                | (3+3) (2) (2)                 | разводной 7-пролётный балочно- вантовый            |             |
| Большеохтинский мост (до 1917 — мост императора Петра Великого)               | Нева          | Тульская ул. (Безымянный о.) — Красногвардейская пл.                                     | 335× 23,5    | 1911, 26 октября  | инж.: Г. Г. Кривошеин, В. П. Апышков                                             | (2+2) (2) 781711238190005     | разводной 3-пролётный балочно- ферменный           |             |
| Литейный мост (до 1917 — мост императора Александра II, Александровский мост) | Нева          | Литейный пр. (Безымянный о.) — ул. Академика Лебедева                                    | 394× 34      | 1967              | инж.: Л. А. Вильдгрубе арх.: Ю. И. Синица                                        | (3+3) (2) (2) 781711205440005 | разводной 6-пролётный балочный                     |             |
| Троицкий мост (1918—1934 — мост Равенства, 1934—1991 — Кировский мост)        | Нева          | Суворовская пл. (1-й Адмиралтейский о.) — Каменноостровский пр. (Петроградский о.)       | 551,1× 23,6  | 1903, 16 мая      | фирма «Батиньоль»                                                                | (2+2) (2) (2) 781711205420005 | разводной 10-пролётный балочно- ферменный + аркада |             |
| Дворцовый мост (1917—1944 — Республиканский мост)                             | Большая Нева  | Дворцовый пр-д (2-й Адмиралтейский о.) — Биржевая пл. (Васильевский о.)                  | 250× 27,7    | 23 декабря 1916   | инж.: А. П. Пшеницкий, арх.: Л. А. Носков                                        | (3+3) (2) 781711205430005     | разводной 5-пролётный балочно- ферменный           |             |
| Благовещенский мост                                                           | Большая Нева  | пл. Труда (2-й Адмиралтейский о.) — пл. Трезини (Васильевский о.)                        | 336× 37      | 14 августа 2007   | институт «Стройпроект»                                                           | (4+4) (2) 781721247770005     | разводной 8-пролётный балочный                     |             |
| Биржевой мост (до 1989 — мост Строителей)                                     | Малая Нева    | Биржевая пл. (Васильевский о.) — пл. Академика Лихачёва (Петроградский о.)               | 239× 27      | 1960, 1 октября   | инж.: В. В. Демченко, Б. Б. Левин, арх.: Л. А. Носков, П. А. Арешев              | (4+2) (2)                     | разводной 5-пролётный балочный                     |             |
| Тучков мост                                                                   | Малая Нева    | Большой пр. П. С. (Петроградский о.) — 1-я и Кадетская линии В. О. (Васильевский о.)     | 226,2× 36    | 2017, 18 ноября   | институт «Ленгипроинжпроект»                                                     | (3+3) (2) (2)                 | разводной 3-пролётный балочный                     |             |
| мост Бетанкура                                                                | Малая Нева    | Мало-Петровский мост (Петровский о.- Петроградский о.) — ул. Одоевского (о. Декабристов) | 357× 38      | 2018, 13 мая      | институт «Стройпроект»                                                           | (3+3) (1+1)                   | 3-пролётный вантовый                               |             |
| Серный мост                                                                   | Малая Нева    | (Серный о.) — Набережная Макарова (о. Декабристов)                                       | 20× 12       | 2018, 13 мая      | институт «Стройпроект»                                                           | (1+1) (1+1)                   | 1-пролётный балочный                               |             |
| Сампсониевский мост (до 1991 — мост Свободы)                                  | Большая Невка | Финляндский пр. — ул. Куйбышева (Петроградский о.)                                       | 193× 27,7    | 1958              | инж.: В. В. Демченко, Б. Б. Левин, арх.: Л. А. Носков, В. А. Грушке              | (2+2) (2) (2)                 | разводной 7-пролётный балочно- арочный             |             |
| Гренадерский мост                                                             | Большая Невка | Гренадерская ул. — наб. р. Карповки (Аптекарский о.)                                     | 218,8× 27    | 1975              | инж.: В. В. Демченко, Б. Б. Левин, Ю. Л. Юрков, арх.: Л. А. Носков, П. А. Арешев | (2+2) (2) (2)                 | разводной 3-пролётный балочный                     |             |
| Кантемировский мост                                                           | Большая Невка | Кантемировская ул. — пр. Медиков (Аптекарский о.)                                        | 314,2× 31    | 1982, 15 декабря  | инж.: Б. Н. Брудно, Б. Б. Левин, арх.: А. В. Говорковский, В. М. Иванов          | (3+3) (2)                     | разводной 5-пролётный балочный                     |             |
| Ушаковский мост                                                               | Большая Невка | Каменноостровский пр. (Каменный о.) — ул. Академика Крылова                              | 205× 27      | 1955              | инж.: В. В. Демченко, Б. Б. Левин, арх.: П. А. Арешев, В. С. Васильковский       | (2+2) (2) 781710972060005     | разводной 8-пролётный балочный                     |             |
| 3-й Елагин мост                                                               | Большая Невка | проезд с Приморского пр. в ЦПКиО им. Кирова (Елагин о.)                                  | 79,8× 12,6   | 2009, сентябрь    | институт «Ленгипроинжпроект»                                                     | (2) 781620382470256           | 3-пролётный балочный                               |             |
| 1-й Елагин мост                                                               | Средняя Невка | наб. р. Крестовки (Каменный о.) — аллея ЦПКиО им. Кирова (Елагин о.)                     | 107,9× 11,5  | 1952              | инж.: В. В. Блажевич                                                             | (2) 781620382470256           | разводной 9-пролётный балочный                     |             |
| 2-й Елагин мост                                                               | Средняя Невка | Рюхина ул. (Крестовский о.) — аллея ЦПКиО им. Кирова (Елагин о.)                         | 141,9× 14,5  | 1950              | инж.: В. В. Блажевич                                                             | 781620382470256               | разводной 11-пролётный балочный                    |             |
| Каменноостровский мост                                                        | Малая Невка   | Каменноостровский пр. (Аптекарский о. — Каменный о.)                                     | 151× 27      | 1954, 17 октября  | инж.: В. В. Демченко, Б. Б. Левин, арх.: П. А. Арешев, В. С. Васильковский       | (2+2) (2) 781710972070005     | разводной 5-пролётный балочный                     |             |
| Большой Крестовский мост                                                      | Малая Невка   | Бол. Зеленина ул. (Петроградский о.) — Петроградская ул. (Крестовский о.)                | 149,4× 25,5  | 1951              | инж.: П. В. Андреевский, арх.: Л. А. Носков                                      | (3+3) (2)                     | разводной 5-пролётный балочный                     |             |
| Лазаревский мост                                                              | Малая Невка   | Пионерская ул. (Петроградский о.) — Спортивная ул. (Крестовский о.)                      | 163× 22,5    | 2009,23 мая       | институт «Стройпроект»                                                           | (2+2) (2)                     | 1-пролётный вантовый                               |             |
| Большой Петровский мост                                                       | Малая Невка   | ул. Савиной (Петровский о.) — Южная дор. (Крестовский о.)                                | 305,5× 22,7  | 2010, 18 сентября | институт «Стройпроект»                                                           | (2+2) (2)                     | 7-пролётный балочный                               |             |

## Мосты черезНевскую губу
| Название                                       | Протока                     | Створ и соединяемые острова                       | Дл.× шир., м | Открытие         | Проект                                      | Современный статус | Конструкция           | Изображение |
| ---------------------------------------------- | --------------------------- | ------------------------------------------------- | ------------ | ---------------- | ------------------------------------------- | ------------------ | --------------------- | ----------- |
| Вантовый мост через Корабельный фарватер       | Корабельный фарватер        | ЗСД (Белый о. — Васильевский о.)                  | 622,4 × 38,6 | 4 декабря 2016   | институт «Стройпроект»                      | (4+4)              | 3-пролётный вантовый  |             |
| Мост через Петровский фарватер                 | Петровский фарватер         | ЗСД (Васильевский о. — Крестовский о.)            | 580× 50      | 2016, 4 декабря  | «Институт Гипростроймост — Санкт-Петербург» | (4+4)              | 5-пролётный вантовый  |             |
| мост через Елагинский фарватер                 | Елагинский фарватер         | ЗСД (на Крестовский о.)                           | 1709 × 41    | 2016, 4 декабря  | институт «Стройпроект»                      | (4+4)              | 17-пролётный балочный |             |
| Яхтенный мост                                  | Елагинский фарватер         | Яхтенная ул. — Северная дор. (Крестовский о.)     | 490 × 17     | 2017, 27 мая     | институт «Стройпроект»                      | (1+1)              | 11-пролётный балочный |             |
| Кристальный мост                               | Лахтинская гавань           | Приморское шоссе — Высотная ул.                   | 574 х 13     | 2023, 26 мая     |                                             | (2)                | 8-пролётный балочный  |             |
| Прозрачный мост                                | Лахтинская гавань           | Воздушная ул. — ул. Савушкина                     | 202 х 19     | 2023, 26 мая     |                                             | (2) (1+1)          | 3-пролётный балочный  |             |
| Мост над судопропускным сооружением С-2 на КЗС | Невская губа, фарватер № 13 | дамбы Комплекса защитных сооружений от наводнений | 1080 х 30    | 2011, 12 августа |                                             | (3+3)              | 33-пролётный балочный |             |

## Мосты вАлександровском парке
| Название                                    | Прежние названия | Створ                                                                      | Общие длина и ширина, м | Годы строит-ва и реконструкции | Проект                                                       | Современный статус                                    | Изображение |
| ------------------------------------------- | ---------------- | -------------------------------------------------------------------------- | ----------------------- | ------------------------------ | ------------------------------------------------------------ | ----------------------------------------------------- | ----------- |
| Александровская плотина                     |                  | Пушкин, Александровский парк, река Кузьминка                               |                         | 1820-е, 1899                   | архитектор С. Данини                                         | Действующий пешеходный 781510319380916                |             |
| Каменный мост                               |                  | Пушкин, Александровский парк, Виттоловский канал (на Сиреневой аллее)      |                         | 1823—1824                      | архитектор А. А. Менелас                                     | Действующий пешеходный 781510319380196                |             |
| Каменный мост                               |                  | Пушкин, Александровский парк, Виттоловский канал (на Подкапризовой дороге) |                         | 1773, 1780—1783                | архитекторы В. И. Неелов, И. В. Неелов, инженер И. К. Герард | Действующий пешеходный 781510319380186                |             |
| Металлический мост                          |                  | Пушкин, Александровский парк, Виттоловская протока                         |                         | 1824                           | архитектор А. А. Менелас                                     | Действующий пешеходный 781610388740466                |             |
| Мост Китайский Большой со статуями китайцев |                  | Пушкин, Александровский парк, Крестовый канал                              |                         | 1784—1786                      | архитектор Ч. Камерон                                        | Действующий пешеходный 781510319380206                |             |
| Мост Крестовый с беседкой                   |                  | Пушкин, Александровский парк, Крестовый канал                              |                         | 1776—1779                      | архитектор В. И. Неелов                                      | Действующий пешеходный 781510319380236                |             |
| Малые Китайские мосты                       |                  | Пушкин, Александровский парк, Крестовый канал                              |                         | 1781—1782                      | архитектор Ч. Камерон                                        | Действующий пешеходный 781520319380826                |             |
| Мост Китайский с драконами                  |                  | Пушкин, Александровский парк, Крестовый канал                              |                         | 1784—1786                      | архитектор Ч. Камерон                                        | Действующий пешеходный 781510319380216                |             |
| Трясучий (Висячий) мост                     |                  | Пушкин, Александровский парк, Крестовый канал                              | 12,35х0,8               | 1825                           | архитектор А. А. Менелас                                     | Действующий пешеходный 781510319380456                |             |
| Металлические мосты (два)                   |                  | Пушкин, Александровский парк, Крестовый канал                              |                         | начало XX века                 |                                                              | Действующие пешеходные 781520319380816                |             |
| Мост со шлюзом                              |                  | Пушкин, Александровский парк, Крестовый канал — Детский пруд               |                         | конец XIX века                 |                                                              | Действующий пешеходный 781510319380426                |             |
| Мост-плотина (Большой каскад)               |                  | Пушкин, Александровский парк, Детский пруд — Фасадный пруд                 |                         | 1795—1797, 1817                | инженер П. фон Толь, архитектор А. А. Менелас                | Действующий пешеходный 781510319380946                |             |
| Большой Ламский мост                        |                  | Пушкин, Александровский парк, Большой Ламский пруд                         |                         | 1822                           | архитектор А. А. Менелас                                     | Действующий пешеходный 781510319380036                |             |
| Малый Ламский мост                          |                  | Пушкин, Александровский парк, Верхне-Ламский пруд                          |                         | начало XIX века, 1900-е        | архитектор С. Данини                                         | Действующий пешеходный 781510319380016                |             |
| Нижний Ламский мост                         |                  | Пушкин, Александровский парк, река Кузьминка                               |                         | начало XIX века, 1900-е        | архитектор С. Данини                                         | Действующий пешеходный 781510319380096                |             |
| Мост на Столбовой дороге                    |                  | Пушкин, Александровский парк, река Кузьминка                               |                         | 1820-е, конец XIX века, 1910   | архитектор С. Данини                                         | Действующий пешеходный 781510319380486                |             |
| Мост-плотина (верхняя)                      |                  | Пушкин, Александровский парк, Кухонный пруд                                |                         | середина XVIII века            |                                                              | Действующий пешеходный 781510319380856                |             |
| Мост-плотина (нижняя)                       |                  | Пушкин, Александровский парк, Фасадный пруд                                |                         | 1795—1797                      | инженер П. фон Толь                                          | Действующий пешеходный 781510319380876                |             |
| Металлические мосты (два)                   |                  | Пушкин, Александровский парк, пруд Озерки                                  |                         | 1780—1790-е                    | архитектор К. Шпекле                                         | Действующие пешеходные 781520319380056                |             |
| Металлический мост                          |                  | Пушкин, Александровский парк, пруд Озерки — Крестовый канал                |                         | 1796                           | архитектор Дж. Кваренги                                      | Действующий пешеходный 781510319380106                |             |
| Руинный мост                                |                  | Пушкин, Александровский парк, ров у Белой башни                            |                         | 1820-е                         | архитектор А.А. Менелас                                      | Действующий пешеходный 781510319380416                |             |
| Мосты у Китайской деревни (два)             |                  | Пушкин, Александровский парк, канава у Подкапризовой дороги                |                         | 1820-е                         | архитектор А.А. Менелас                                      | Действующие автомобильные, пешеходные 781520319380836 |             |

## Мосты черезАдмиралтейский канал
| Название                                              | Протока                         | Створ                                                                            | Длина и ширина, м | Открытие    | Проект                                  | Современный статус | Конструкция          | Изображение |
| ----------------------------------------------------- | ------------------------------- | -------------------------------------------------------------------------------- | ----------------- | ----------- | --------------------------------------- | ------------------ | -------------------- | ----------- |
| 1-й мост Круштейна                                    | Адмиралтейский канал            | проезд с наб. Адмиралтейского кан. (2-й Адмиралтейский о.) на о. Новая Голландия | 14,3× 9,3         | 1939        | арх.: Л. А. Носков                      | (2)                | 1-пролётный балочный |             |
| 2-й мост Круштейна                                    | Адмиралтейский канал            | проезд с наб. Адмиралтейского кан. (2-й Адмиралтейский о.) на о. Новая Голландия | 14,3× 9,3         | 1959        | инж.: А. А. Куликов, арх.: Л. А. Носков | (2)                | 1-пролётный балочный |             |
| мост через Восточный канал Новой Голландии            | Восточный канал Новой Голландии | проезд по о. Новая Голландия                                                     | 16× 10            | 2015        | Новая Голландия Девелопмент             | (2)                | 1-пролётный балочный |             |
| пешеходный мост через Восточный канал Новой Голландии | Восточный канал Новой Голландии | набережная ковша о. Новая Голландия                                              | 13× 2             | 3 июня 2017 | Новая Голландия Девелопмент             | пешеходный         | 1-пролётный балочный |             |
| мост через Южный канал Новой Голландии                | Южный канал Новой Голландии     | проезд по о. Новая Голландия                                                     | 14× 10            | 2016        | Новая Голландия Девелопмент             | (2)                | 1-пролётный балочный |             |
| пешеходный мост через Южный канал Новой Голландии     | Южный канал Новой Голландии     | набережная ковша о. Новая Голландия                                              | 13× 2             | 3 июня 2017 | Новая Голландия Девелопмент             | пешеходный         | 1-пролётный балочный |             |

## Мосты черезБобылку(Лахтинский разлив)
| Название                                           | Протока | Створ            | Длина и ширина, м | Открытие | Проект                    | Современный статус         | Конструкция          | Изображение |
| -------------------------------------------------- | ------- | ---------------- | ----------------- | -------- | ------------------------- | -------------------------- | -------------------- | ----------- |
| мост через Бобылку в створе Шуваловского проспекта | Бобылка | Шуваловский пр.  | 26× 30            | 1990-е   |                           | автомобильный · пешеходный | 1-пролётный балочный |             |
| железнодорожный мост через Бобылку                 | Бобылка | Сестрорецкая ж/д | 20× 5             |          |                           | железнодорожный            | 1-пролётный балочный |             |
| 1-й Лахтинский мост                                | Бобылка | Приморское ш.}   | 34,7× 36,7        | 2012     | ЗАО «Петербург-Дорсервис» | (4+3) (2)                  | 1-пролётный балочный |             |

## Мосты черезБольшой канал на Каменном острове
| Название                    | Протока       | Створ                                                       | Длина и ширина, м | Открытие    | Проект                  | Современный статус         | Конструкция          | Изображение |
| --------------------------- | ------------- | ----------------------------------------------------------- | ----------------- | ----------- | ----------------------- | -------------------------- | -------------------- | ----------- |
| 20-й Каменноостровский мост | Большой канал | наб. р. Бол. Невки (Каменный о.)                            | 6,5× 10           | 1952        | инж.: В. В. Демченко    | (1+1) (2)                  | 1-пролётный балочный |             |
| 6-й Каменноостровский мост  | Большой канал | проход от Ломаной алл. к ЖК «Каменный остров» (Каменный о.) | 7× 4              | 1790-е      |                         | пешеходный                 | 1-пролётный балочный |             |
| 7-й Каменноостровский мост  | Большой канал | проезд от Ломаной алл. к ЖК «Каменный остров» (Каменный о.) | 7× 5,5            | 1790-е      |                         | автомобильный · пешеходный | 1-пролётный балочный |             |
| 9-й Каменноостровский мост  | Большой канал | Ломаная алл. (Каменный о.)                                  | 19,1× 7,5         | 1951        | инж.: П. В. Андреевский | (1+1) (2)                  | 3-пролётный балочный |             |
| 11-й Каменноостровский мост | Большой канал | Большая алл. (Каменный о.)                                  | 23,7× 7,5         | 1951        | инж.: П. В. Андреевский | (1+1) (2)                  | 3-пролётный балочный |             |
| 14-й Каменноостровский мост | Большой канал | наб. р. Крестовки (Каменный о.)                             | 22,5× 13,1        | 29 мая 2015 | инж.: А. М. Беляев      | (1+1) (2)                  | 1-пролётный балочный |             |

## Мосты черезБольшой (Самсоновский) канал
| Название         | Прежние названия | Створ                                   | Общие длина и ширина, м | Годы строит-ва и реконструкции | Проект | Современный статус                     | Изображение |
| ---------------- | ---------------- | --------------------------------------- | ----------------------- | ------------------------------ | ------ | -------------------------------------- | ----------- |
| Марлинский мост  |                  | Петергоф, Нижний парк, Марлинская аллея |                         | 1723                           |        | Действующий пешеходный 781710667441186 |             |
| Малибанский мост |                  | Петергоф, Нижний парк, Морская аллея    |                         | 1740                           |        | Действующий пешеходный 781710667441176 |             |

## Мосты черезБумажный канал
| Название      | Протока        | Створ                                                          | Длина и ширина, м | Открытие | Проект                                    | Современный статус | Конструкция          | Изображение |
| ------------- | -------------- | -------------------------------------------------------------- | ----------------- | -------- | ----------------------------------------- | ------------------ | -------------------- | ----------- |
| Бумажный мост | Бумажный канал | Лифляндская ул. (на Екатерингофский о.)                        | 29,7× 19,3        | 1963     | инж.: Е. А. Болтунова, арх.: Л. А. Носков | (2+2) (2) (2)      | 3-пролётный балочный |             |
| Сутугин мост  | Бумажный канал | Перекопская ул. — аллея парка Екатерингоф (Екатерингофский о.) | 25,7× 9,6         | 1979     | инж.: В. Н. Шлотский                      | пешеходный         | 1-пролётный балочный |             |

## Мосты черезВодосливной канал
| Название              | Прежние названия             | Створ                         | Общие длина и ширина, м | Годы строит-ва и реконструкции | Проект                | Современный статус | Изображение |
| --------------------- | ---------------------------- | ----------------------------- | ----------------------- | ------------------------------ | --------------------- | ------------------ | ----------- |
| Мост-плотина Гаусмана |                              | Сестрорецк, улица Мосина      | 32,5х9,9                | 1836, 1956                     | инженер К. Ф. Гаусман | Действующий        |             |
| Железнодорожный мост  |                              | Сестрорецк                    |                         | 1895                           |                       | Действующий        |             |
| Гагаринский мост      | Михайловский пешеходный мост | Сестрорецк, Гагаринская улица | 36,4х4,1                | 1990                           |                       | Действующий        |             |
| Литейный мост         |                              | Сестрорецк, улица Токарева    | 49,1х25                 | 1975                           | арх. Л. А. Носков     | Действующий        |             |

## Мосты черезВолковкуиВолковский канал
| Название                                       | Протока          | Створ                                                                   | Длина и ширина, м | Открытие        | Проект                                    | Современный статус         | Конструкция          | Изображение |
| ---------------------------------------------- | ---------------- | ----------------------------------------------------------------------- | ----------------- | --------------- | ----------------------------------------- | -------------------------- | -------------------- | ----------- |
| железнодорожный мост через Волковку            | Волковка         | Московская ж/д                                                          | 13× 17            |                 |                                           | (3)                        | 1-пролётный балочный |             |
| мост через Волковку в створе КАД               | Волковка         | КАД                                                                     | 26,5× 23,5(2)     | 25 ноября 2007  | институт «Стройпроект»                    | (5+5)                      | 1-пролётный балочный |             |
| железнодорожный мост через Волковку            | Волковка         | подъездная ж/д ветвь к электродепо «Московское» и НИИ им. Крылова       | 25× 4             |                 |                                           | железнодорожный            | 1-пролётный балочный |             |
| мост через Волковку в створе Московского шоссе | Волковка         | Московское ш.                                                           | 26× 30,7          | 1977            | инж.: В. Е. Эдуардов                      | (3+3) (2)                  | 1-пролётный балочный |             |
| мост через Волковку                            | Волковка         | проезд восточнее дома 46 по Московскому ш.                              | 8× 6              |                 |                                           | автомобильный · пешеходный | 1-пролётный балочный |             |
| железнодорожный мост через Волковку            | Волковка         | подъездная ж/д ветвь к НИИ им. Крылова                                  | 18× 6             |                 |                                           | железнодорожный            | 1-пролётный балочный |             |
| железнодорожный мост через Волковку            | Волковка         | подъездные ж/д ветви к электродепо «Московское» и рельсобазе            | 22× 4(2)          |                 |                                           | (2)                        | 1-пролётный балочный |             |
| Витебский мост                                 | Волковка         | Витебский пр.                                                           | 18,9× 32,2        | 26 мая 2005     |                                           | (3+3) (2)                  | 1-пролётный балочный |             |
| железнодорожный мост через Волковку            | Волковка         | Малая Царскосельская ж/д                                                | 17× 4             | 12 июля 2011    |                                           | железнодорожный            | 1-пролётный балочный |             |
| железнодорожный мост через Волковку            | Волковка         | Витебская ж/д                                                           | 14× 14            |                 |                                           | (3)                        | 1-пролётный балочный |             |
| мост через Волковский канал                    | Волковский канал | проезд между ГСК ПО-5 и Балканской ул.                                  | 15× 3,5           |                 |                                           | автомобильный · пешеходный | 1-пролётный балочный |             |
| мост через Волковский канал                    | Волковский канал | проход между ГСК ПО-5 и Балканской ул.                                  | 15× 3             |                 |                                           | пешеходный                 | 1-пролётный балочный |             |
| Балканский мост                                | Волковский канал | ул. Олеко Дундича                                                       | 22,1× 12          | 15 апреля 2010  | ООО «Мостовик»                            | (1+1) (2)                  | 1-пролётный          |             |
| пешеходный мост через Волковский канал         | Волковский канал | проход между Балканской ул. и Балканской пл., у дома 5Б                 | 20× 2,5           | 1985            |                                           | пешеходный                 | 2-пролётный балочный |             |
| пешеходный мост через Волковский канал         | Волковский канал | проход между Балканской ул., у Дунайского пр. и ГСК вдоль Витебской ж/д | 9× 2              |                 |                                           | пешеходный                 | 1-пролётный балочный |             |
| пешеходный мост через Волковский канал         | Волковский канал | проход между Мал. Балканской ул., у дома 13 и ГСК вдоль Витебской ж/д   | 13× 1             |                 |                                           | пешеходный                 | 1-пролётный балочный |             |
| 4-й Волковский мост                            | Волковский канал | проход между Белградской ул., у дома 84 и ж/д пл. «Проспект Славы»      | 36,2× 4,4         | 1968            | инж.: Е. Е. Розенфельд                    | пешеходный                 | 1-пролётный балочный |             |
| Ново-Волковский мост                           | Волковский канал | пр. Славы                                                               | 25,4× 29,7        | 1968            | инж.: Р. Я. Розен                         | (3+3) (2)                  | 3-пролётный балочный |             |
| пешеходный мост через Волковский канал         | Волковский канал | проход между Белградской ул., у ул. Турку и Витебским пр.               | 16× 1             |                 |                                           | пешеходный                 | 1-пролётный балочный |             |
| Белградский мост                               | Волковский канал | Белградская ул.                                                         | 40,8× 24          | 1969            | инж.: Е. А. Болтунова, арх.: Л. А. Носков | (2+2) (2)                  | 1-пролётный балочный |             |
| Алмазный мост                                  | Волковский канал | ул. Салова                                                              | 23,5× 27          | 1965            | инж.: А. А. Куликов, арх.: Л. А. Носков   | (2+2) (2) (2)              | 3-пролётный балочный |             |
| 3-й Волковский мост                            | Волковка         | проход между Волковским пр., у дома 79 и Витебской Сортировочной ул.    | 12,4× 2,3         | 1988            | инж.: В. И. Фельдман                      | пешеходный                 | 1-пролётный балочный |             |
| 2-й Волковский мост                            | Волковка         | проход между Волковским пр., у дома 69 и Витебской Сортировочной ул.    | 18,7× 2,3         | 1990            | инж.: В. И. Фельдман                      | пешеходный                 | 3-пролётный балочный |             |
| железнодорожный мост через Волковку            | Волковка         | Путиловская ж/д                                                         | 18× 40            | 1970-е          |                                           | (5)                        | 1-пролётный арочный  |             |
| Касимовский мост                               | Волковка         | Касимовская ул.                                                         | 26,8× 27          | 1974            | инж.: Л. Н. Соболев                       | (2+2) (2)                  | 1-пролётный арочный  |             |
| 1-й Волковский мост                            | Волковка         | аллея в створе Средней ул. на Волковское кладбище                       | 27,5× 2,1         | 1995            | инж.: В. И. Фельдман                      | пешеходный                 | 3-пролётный балочный |             |
| Старообрядческий мост                          | Волковка         | Расстанный пер.                                                         | 15,9× 27          | 1970            | инж.: Л. Н. Соболев, арх.: Л. А. Носков   | (2+2) (2) (2)              | 1-пролётный балочный |             |
| Грааповский мост                               | Волковка         | наб. р. Волковки                                                        | 28,8× 20,6        | 1963            | инж.: Ю. Л. Юрков, арх.: Л. А. Носков     | (1+1) (2)                  | 1-пролётный балочный |             |
| Лесопильный мост                               | Волковка         | проезд между Днепропетровской ул. и Нефтяной дор., у дома 3В            | 26× 10            |                 |                                           | заброшен                   | 1-пролётный балочный |             |
| Ново-Кирпичный мост                            | Волковка         | наб. Обводного кан.                                                     | 28,1× 27          | 25 декабря 2012 | инж.: П. О. Лебедев                       | (6) (2)                    | 1-пролётный балочный |             |

## Мосты черезВоскресенский канал
| Название                                            | Протока             | Створ                                         | Длина и ширина, м | Открытие                       | Проект                             | Современный статус         | Конструкция         | Изображение |
| --------------------------------------------------- | ------------------- | --------------------------------------------- | ----------------- | ------------------------------ | ---------------------------------- | -------------------------- | ------------------- | ----------- |
| 2-й Инженерный мост                                 | Воскресенский канал | наб. р. Фонтанки                              | 19,4× 10          | 1826                           | инж.: П. П. Базен, Э. К. Клапейрон | (2) 781710831750046        | 1-пролётный арочный |             |
| Трёхчастный мост                                    | Воскресенский канал | проезды к Михайловскому замку от Замковой ул. | 18× 6(3)          | 1800                           | инж.: П. П. Сакен, арх.: В. Бренна | 781610415560136            | 1-пролётный арочный |             |
| Мост через Воскресенский канал по оси Садовой улицы | Воскресенский канал | Воскресенский канал                           |                   | 1797—1800; 1823—1825 (засыпан) | инж.: К. И. Росси                  | автомобильный · пешеходный |                     |             |

## Мост черезГлухарку
| Название                                          | Протока  | Створ                | Длина и ширина, м | Открытие | Проект | Современный статус | Конструкция          | Изображение |
| ------------------------------------------------- | -------- | -------------------- | ----------------- | -------- | ------ | ------------------ | -------------------- | ----------- |
| Мост через Глухарку по оси Шуваловского проспекта | Глухарка | Шуваловский проспект |                   | 2023     |        | (2+2) (1+1)        | 5-пролётный балочный |             |

## Мосты черезГребной канал
| Название     | Протока       | Створ                                                    | Длина и ширина, м | Открытие          | Проект | Современный статус         | Конструкция          | Изображение |
| ------------ | ------------- | -------------------------------------------------------- | ----------------- | ----------------- | ------ | -------------------------- | -------------------- | ----------- |
| Бычий мост   | Гребной канал | наб. Гребного канала (на восточной косе Бычьего острова) | 33,2х13           | 1970-е, 2014—2016 |        | автомобильный · пешеходный | 1-пролётный балочный |             |
| Гребной мост | Гребной канал | наб. Гребного канала (на западной косе Бычьего острова)  | 36,2х13           | 2014              |        | автомобильный · пешеходный | 1-пролётный балочный |             |

## Мосты черезГорелый ручей
| Название          | Прежние названия | Створ                              | Общие длина и ширина, м | Годы строит-ва и реконструкции | Проект | Современный статус         | Изображение |
| ----------------- | ---------------- | ---------------------------------- | ----------------------- | ------------------------------ | ------ | -------------------------- | ----------- |
| 5-й Ржевский мост |                  | Челябинская улица — Ржевская улица |                         | 1960-е                         |        | пешеходный                 |             |
| 4-й Ржевский мост |                  | Ржевская улица                     |                         | до 1950-х                      |        | автомобильный · пешеходный |             |
| 3-й Ржевский мост |                  | Ковалёвская улица                  |                         | до 1950-х                      |        | автомобильный · пешеходный |             |

## Мосты черезканал Грибоедова
| Название                                                            | Прежние названия                                         | Створ                                         | Общие длина и ширина, м      | Годы строит-ва и реконструкции    | Проект                                                                            | Современный статус                                    | Изображение |
| ------------------------------------------------------------------- | -------------------------------------------------------- | --------------------------------------------- | ---------------------------- | --------------------------------- | --------------------------------------------------------------------------------- | ----------------------------------------------------- | ----------- |
| Тройной мост (Театральный мост + Мало-Конюшенный мост + мост-дамба) | Красный мост, Перво-Конюшенный мост; Царицынский мост    | набережная реки Мойки                         | 18х15,6 23х15,6 42,8х15,5—19 | 1829—1832                         | инженеры Е. А. Адам и В. Треттер                                                  | Действующий пешеходный 781720803820006                |             |
| Ново-Конюшенный мост                                                | мост Храма Вознесения Господня, моста Гриневицкого       | Конюшенная площадь — Конюшенный переулок      | 21х34,4                      | 1880-е, 1967                      | инженеры Ю. Л. Юрков, Л. Н. Соболев и архитектор Л. А. Носков                     | Действующий автомобильный, пешеходный                 |             |
| Итальянский мост                                                    |                                                          | Итальянская улица                             | 19,7х3                       | 1896, 1911—1912, 1937, 1955       | инженер А. Д. Гутцайт и архитектор В. С. Васильковский                            | Действующий пешеходный 781710992770005                |             |
| Казанский мост                                                      | Рождественский мост, мост Плеханова                      | Невский проспект                              | 18,8х95,5                    | 1716, 1765—1766, 1805—1806        | инженеры В. И. Назимов, И. М. Голенищев-Кутузов, архитектор Л. Руска              | Действующий автомобильный, пешеходный 781710784870056 |             |
| Проезжий мост                                                       |                                                          | Улица Ломоносова — Переулок Сергея Тюленина   |                              | 1739                              |                                                                                   | разобран в середине XVIII века                        |             |
| Банковский мост                                                     | Цепной мост, Банковский пешеходный мост                  | у дома 30 по каналу Грибоедова                | 25,2х1,9                     | 1825—1826, 1949, 2015             | инженеры В. Треттер и В.А. Христианович                                           | Действующий пешеходный 781710784870036                |             |
| Мучной мост                                                         |                                                          | Мучной переулок                               | 22,5х2,3                     | 1931, 1951                        | инженер П. В. Баженов                                                             | Действующий пешеходный                                |             |
| Каменный мост                                                       | Красный мост, Средний мост                               | Гороховая улица                               | 19х13,9                      | 1752, 1766—1776                   | инженеры В. И. Назимов и И. Н. Борисов                                            | Действующий автомобильный, пешеходный 781710784870066 |             |
| Демидов мост                                                        | Малый Сарский мост, Банковский мост, Новобанковский мост | Переулок Гривцова                             | 33х16                        | 1776, 1834—1835, 1998—1999        | инженер Е. А. Адам, архитектор П. П. Базен                                        | Действующий автомобильный, пешеходный 781710784870046 |             |
| Сенной мост                                                         |                                                          | Сенная площадь                                | 23х2,3                       | 1931, 1952                        | инженер П. В. Баженов                                                             | Действующий пешеходный                                |             |
| Кокушкин мост                                                       |                                                          | Столярный переулок— Кокушкин переулок         | 18,9х13,1                    | конец XVIII века, 1946            | инженер Б. Б. Левин и архитектор Л. А. Носков                                     | Действующий автомобильный, пешеходный                 |             |
| Вознесенский мост                                                   |                                                          | Вознесенский проспект                         | 19,3х20                      | 1735, 1790, 1919, 1930, 1957—1958 | инженер Б. Б. Левин и архитектор Л. А. Носков                                     | Действующий автомобильный, пешеходный                 |             |
| Подьяческий мост                                                    |                                                          | Фонарный переулок — Большая Подьяческая улица | 19х20                        | 1906, 1971—1972                   | инженер Л. Н. Соболев и архитектор Л. А. Носков                                   | Действующий автомобильный, пешеходный 781721205460005 |             |
| Львиный мост                                                        | Театральный мост                                         | Львиный переулок                              | 27,8х2,2                     | 1825—1826, 1948, 1999—2000        | инженеры В. Треттер и В.А. Христианович                                           | Действующий пешеходный 781710784870096                |             |
| Харламов мост                                                       | Комсомольский мост                                       | Проспект Римского-Корсакова                   | 32,8х22,5                    | 1753, 1880, 1934                  | инженеры М. И. Жданов и А. Д. Саперштейн                                          | Действующий автомобильный, пешеходный                 |             |
| Ново-Никольский мост                                                |                                                          | Никольский переулок                           | 30,2х22,2                    | 1835—1837, 1841, 1880, 1933—1934  | инженеры М. И. Жданов, А. В. Козлова и архитектор И. Г. Капцюг                    | Действующий автомобильный, пешеходный                 |             |
| Красногвардейский мост                                              |                                                          | Набережная Крюкова канала                     | 21,5х4,5                     | 1956—1957                         | инженер П. А. Куликов и архитекторы П.А. Арешев и В.С. Васильковский              | Действующий пешеходный                                |             |
| Пикалов мост                                                        |                                                          | Набережная Крюкова канала                     | 23,2х10,6                    | 1783—1785, 1905, 1982—1984        | инженеры Л. Н. Соболев, Р. Р. Шипов                                               | Действующий автомобильный, пешеходный                 |             |
| Могилёвский мост                                                    |                                                          | Лермонтовский проспект                        | 28,3х24                      | 1906, 1911—1912, 1951—1953        | инженер В. В. Блажевич и архитектор С. Г. Красиков                                | Действующий автомобильный, пешеходный                 |             |
| Аларчин мост                                                        | Аларчинов мост                                           | Английский проспект                           | 26,5х15,8                    | 1752—1753, 1783—1785, 1905—1907   | архитектор А. И. Зазерский, инженеры В. А. Берс, А. П. Пшеницкий и А. П. Становой | Действующий автомобильный, пешеходный 781710784870026 |             |
| Коломенский мост                                                    |                                                          | Улица Володи Ермака                           | 27,9х2,3                     | 1906, 1968—1969                   | инженеры И. П. Артемьева, Н. Г. Бонч-Осмоловская и Б. Э. Дворкин                  | Действующий пешеходный                                |             |
| Мало-Калинкин мост                                                  | Калинкинский мост, Калинкин мост                         | набережная реки Фонтанки                      | 28,3х24                      | 1783, 1808, 1893, 1908, 2007      | инженер И. Н. Борисов                                                             | Действующий автомобильный, пешеходный 781710784870076 |             |

## Мосты черезДудергофкуиДудергофский канал
| Название                                        | Прежние названия | Створ                                  | Общие длина и ширина, м | Годы строит-ва и реконструкции | Проект                                       | Современный статус | Изображение |
| ----------------------------------------------- | ---------------- | -------------------------------------- | ----------------------- | ------------------------------ | -------------------------------------------- | ------------------ | ----------- |
| мост Красных Командиров                         |                  | Красное село, улица Красных Командиров |                         |                                |                                              | Действующий        |             |
| Авиационный мост (Красное село)                 |                  | Красное село, Авиационная улица        |                         |                                |                                              | Действующий        |             |
| железнодорожный мост в Горелово                 |                  | Горелово, Дачная улица                 |                         |                                |                                              | Действующий        |             |
| Верхний Константиновский мост                   |                  | Горелово, Дачная улица                 | 19,3х8                  | 1996                           | инженер В.И. Фельдман                        | Действующий        |             |
| Нижний Константиновский мост                    |                  | Горелово, Авиационная улица            | 15,3х10,2               | 1994                           | инженер В.П. Курцов                          | Действующий        |             |
| Аннинский мост                                  |                  | Горелово, Аннинское шоссе              |                         |                                |                                              | Действующий        |             |
| Береговой мост                                  |                  | Горелово, Береговая улица              |                         |                                |                                              | Действующий        |             |
| Мост через реку Дудергофку по Волхонскому шоссе |                  | Горелово, Волхонское шоссе             |                         |                                |                                              | Действующий        |             |
| Старо-Пановский мост                            |                  | Старо-Паново, Безымянная улица         | 19,6х15,4               | 2016                           |                                              | Действующий        |             |
| Мост Народного Ополчения                        |                  | Проспект Народного Ополчения           | 24,6х22,1               | 1976—1977                      | инженер Л.Н. Соболев                         | Действующий        |             |
| Дюкерный переход под проспектом Маршала Жукова  |                  | Аллея Славы, Проспект Маршала Жукова   |                         |                                |                                              | Действующий        |             |
| Авангардный мост                                |                  | Авангардная улица                      | 36х18,7                 | 1976—1977                      | инженер А.Д. Гутцайт                         | Действующий        |             |
| Пешеходный мост в Полежаевском парке            |                  | Аллея Славы                            | 32,5х2,24               |                                |                                              | Действующий        |             |
| Мост Ветеранов                                  |                  | Проспект Ветеранов                     | 31,7х38,3               | 1969–1971                      | инженеры А.Д. Гутцайт, Л.Н. Соболев          | Действующий        |             |
| Полежаевский мост                               |                  | при впадении в Дудергофский канал      | 32,5х2,25               | 1985                           | инженер А.А. Соколов                         | Действующий        |             |
| Мост-плотина                                    |                  |                                        |                         | конец 1970-х                   |                                              | Действующий        |             |
| Клиновский мост                                 |                  | Аллея Славы                            | 57,7х5,3                | 1986—1988                      | архитектор Ю.Г. Шиндин, инженер А.А. Соколов | Действующий        |             |
| Мост Партизана Германа                          |                  | Улица Партизана Германа                | 38,3х39,1               | 1977—1980                      | инженер А.А. Соколов                         | Действующий        |             |
| 1-й Петергофский мост                           |                  | Петергофское шоссе                     | 36х38,54                | 1984                           | инженер А.А. Соколов                         | Действующий        |             |
| 2-й Петергофский мост                           |                  | Петергофское шоссе                     | 36 х 29,1               | 1984                           | инженер А.А. Соколов                         | Действующий        |             |
| Мост Ахмата Кадырова                            |                  | Проспект Героев                        | 137х43,8                | 2013—2015                      |                                              | Действующий        |             |

## Мосты черезЕкатерингофку
| Название             | Прежние названия            | Створ                                               | Общие длина и ширина, м | Годы строит-ва и реконструкции | Проект                                                           | Современный статус | Примечание | Изображение |
| -------------------- | --------------------------- | --------------------------------------------------- | ----------------------- | ------------------------------ | ---------------------------------------------------------------- | ------------------ | --- | ----------- |
| Екатерингофский мост | Галицкий мост, Рижский мост | Гапсальская улица — Рижский проспект                | 66,8х21,3               | 1910—1914, 1950—1953           | инженеры А. П. Пшеницкий и Д. Я. Акимов-Перетц                   | Действующий        | По конструкции однопролётный разводной мост откатно-поворотной системы. Как разводной мост — давно утратил своё предназначение |             |
| Гутуевский мост      |                             | Двинская улица — набережная Обводного канала        | 95,7х27,6               | 1830-е, 1949, 1977—1980        | инженеры А.С. Евдонин и И. П. Ладышкин и архитектор Ю. И. Синица | Действующий        | |             |
| Резвый мост          |                             | Набережная реки Екатерингофки — Малый Резвый остров |                         | 1903                           |                                                                  | Действующий        | |             |

## Мосты вЕкатерининском парке
| Название                                  | Прежние названия | Створ                                                                            | Общие длина и ширина, м | Годы строит-ва и реконструкции | Проект                                      | Современный статус                                    | Изображение |
| ----------------------------------------- | ---------------- | -------------------------------------------------------------------------------- | ----------------------- | ------------------------------ | ------------------------------------------- | ----------------------------------------------------- | ----------- |
| Зубчатый (Каменный) мост                  |                  | Пушкин, Екатерининский парк, Виттоловский канал — Лебяжьи пруды                  |                         | 1771                           | архитектор Ю.М. Фельтен                     | Действующий пешеходный 781610388740636                |             |
| Мост у Скрипучей беседки                  |                  | Пушкин, Екатерининский парк, Продолговатый пруд — Верхние пруды                  |                         | 1786                           | архитектор Дж. Кваренги                     | Действующий пешеходный 781610388740436                |             |
| Металлический мостик с мраморными тумбами |                  | Пушкин, Екатерининский парк, через канаву у Верхних прудов                       |                         | 1790-е                         | архитектор В. И. Неелов                     | Действующий пешеходный 781610388741196                |             |
| Мост восточнее Концертного зала           |                  | Пушкин, Екатерининский парк                                                      |                         | 1786                           | архитектор Дж. Кваренги                     | Действующий пешеходный 781610388741316                |             |
| Металлический мост у Кухни-руины          |                  | Пушкин, Екатерининский парк                                                      |                         | 1785                           | архитектор Дж. Кваренги                     | Действующий пешеходный 781610388740816                |             |
| Виттолов мост-плотина                     |                  | Пушкин, Екатерининский парк, Виттоловский канал                                  |                         | 1772—1774                      | инженер И.К. Герард, архитектор В.И. Неелов | Действующий пешеходный 781610388740536                |             |
| Пудостский мост с каскадом                |                  | Пушкин, Екатерининский парк, Верхний пруд — Лебяжий пруд                         |                         | 1781—1784                      | инженер И.К. Герард, архитектор Ч. Камерон  | Действующий пешеходный 781610388740486                |             |
| Красный (Турецкий) каскад                 |                  | Пушкин, Екатерининский парк, Верхние пруды                                       |                         | 1770-е                         | архитектор В.И. Неелов                      | Действующий пешеходный 781610388741186                |             |
| Сибирский (Палладиев) мост                |                  | Пушкин, Екатерининский парк, Большой пруд                                        |                         | 1772—1774                      | архитектор В.И. Неелов                      | Действующий пешеходный 781610388740476                |             |
| Мост через Рыбный канал                   |                  | Пушкин, Екатерининский парк, Рыбный канал, между Горбатыми мостами               |                         | 1825                           | архитектор В.П. Стасов                      | Действующий пешеходный 781610388740676                |             |
| Металлический мост через Рыбный канал     |                  | Пушкин, Екатерининский парк, Рыбный канал, по Дубовой аллее                      |                         | 1774—1775                      | архитектор В.И. Неелов                      | Действующий пешеходный 781610388740466                |             |
| Горбатые мосты                            |                  | Пушкин, Екатерининский парк, Рыбный канал                                        |                         | 1775—1778                      | инженер И.К. Герард, архитектор В.И. Неелов | Действующий пешеходный 781620388741266                |             |
| Мост со шлюзом через Рыбный канал         |                  | Пушкин, Екатерининский парк, Рыбный канал при впадении в Каскадный канал         |                         | 1770-е                         | инженер И.К. Герард, архитектор В.И. Неелов | Действующий пешеходный 781610388740506                |             |
| Мост-плотина у Адмиралтейства             |                  | Пушкин, Екатерининский парк, Большой пруд — 1-й Нижний пруд                      |                         | 1774—1776                      | инженер И.К. Герард, архитектор В.И. Неелов | Действующий пешеходный 781610388740526                |             |
| Чёртов мост                               |                  | Пушкин, Екатерининский парк, 2-й Нижний пруд — 1-й Нижний пруд                   |                         | 1775—1777                      | инженер И.К. Герард                         | Действующий пешеходный 781610388740516                |             |
| Зелёный мост                              |                  | Пушкин, Екатерининский парк, 2-й Нижний пруд — 3-й Нижний пруд                   |                         | 1775—1777                      | инженер И.К. Герард                         | Действующий пешеходный 781610388740726                |             |
| Гранитный мост у Эрмитажной кухни         |                  | Пушкин, Екатерининский парк, Каскадный канал                                     |                         | 1775—1777                      | инженер И.К. Герард                         | Действующий пешеходный 781610388740566                |             |
| Мост через Каскадный канал                |                  | Пушкин, Екатерининский парк, Каскадный канал, напротив Рыбного канала            |                         | 1 треть XIX в.                 | архитектор В.П. Стасов                      | Действующий пешеходный 781610388740496                |             |
| Гранитный мост                            |                  | Пушкин, Екатерининский парк, через канаву у входа с Треугольной площадки         |                         | XIX в.                         |                                             | Действующий пешеходный 781610388740686                |             |
| Павловский мост                           |                  | Пушкин, Екатерининский парк, 3-й Нижний пруд — 4-й Нижний пруд, по Садовой улице |                         | 1774—1777                      | инженер И.К. Герард                         | Действующий автомобильный, пешеходный 781610388740966 |             |
| Пашков мост                               |                  | Пушкин, 4-й Нижний пруд — 5-й Нижний пруд, по Советскому переулку                |                         | 1774—1777                      | инженер И.К. Герард                         | Действующий автомобильный, пешеходный 781610388740956 |             |
| Фабричный мост                            |                  | Пушкин, 5-й Нижний пруд                                                          |                         | 1779                           | инженер И.К. Герард                         | Действующий пешеходный 781610388740866                |             |

## Мосты на Елагином острове
| Название                                                     | Прежние названия | Створ | Общие длина и ширина, м | Годы строит-ва и реконструкции | Проект | Современный статус                       | Изображение |
| ------------------------------------------------------------ | ---------------- | ----- | ----------------------- | ------------------------------ | ------ | ---------------------------------------- | ----------- |
| Мост над протокой между Большой Невкой и 1-м Северным прудом |                  |       |                         |                                |        | Действующий пешеходный 781620382470256   |             |
| Мост над протокой между 1-м и 2-м Северными прудами          |                  |       |                         |                                |        | Действующий автодорожный 781620382470256 |             |
| Мост над протокой между 2-м и 3-м Северными прудами          |                  |       |                         |                                |        | Действующий автодорожный 781620382470256 |             |
| Мост над протокой между 3-м и 4-м Северными прудами          |                  |       |                         |                                |        | Действующий автодорожный 781620382470256 |             |
| Мост над протокой между 4-м и 5-м Северными прудами          |                  |       |                         |                                |        | Действующий автодорожный 781620382470256 |             |
| Мост над протокой между 4-м Северным и 4-м Южным прудами     |                  |       |                         |                                |        | Действующий автодорожный 781620382470256 |             |
| Мост над протокой между Средней Невкой и 4-м Южным прудом    |                  |       |                         |                                |        | Действующий пешеходный 781620382470256   |             |
| Мост над протокой между 4-м и 3-м Южными прудами             |                  |       |                         |                                |        | Действующий автодорожный 781620382470256 |             |
| Мост над протокой между 3-м и 2-м Южными прудами             |                  |       |                         |                                |        | Действующий пешеходный 781620382470256   |             |
| Мост над протокой к острову на 2-м Южном пруду               |                  |       |                         |                                |        | Действующий пешеходный 781620382470256   |             |
| Мост над протокой между 2-м и 1-м Южными прудами             |                  |       |                         |                                |        | Действующий пешеходный 781620382470256   |             |

## Мосты черезЖдановку
| Название               | Прежние названия                                                    | Створ                                   | Общие длина и ширина, м | Годы строит-ва и реконструкции         | Проект                                                                             | Современный статус                    | Изображение |
| ---------------------- | ------------------------------------------------------------------- | --------------------------------------- | ----------------------- | -------------------------------------- | ---------------------------------------------------------------------------------- | ------------------------------------- | ----------- |
| Сальный мост           |                                                                     | пр. Добролюбова                         |                         | 1840-е                                 |                                                                                    | разобран в 1930-е                     |             |
| Буянный мост           |                                                                     | Храмов пер.                             |                         | 1820-е                                 |                                                                                    | разобран после 1908                   |             |
| 1-й Ждановский мост    | 1-й Старый Петровский мост, Ждановский мост                         | дамба Тучкова моста                     |                         | 1838, 1861, 1875, 1893—1894, 1911—1912 | инженер А. И. Штукенберг                                                           | разобран в 1957 году                  |             |
| Ждановский мост        | 2-й Ждановский мост                                                 | Офицерский переулок                     | 41,4х35,1               | 1939, 1960, 1989—1992                  | инженеры Г. М. Толстопятов, В. Е. Эдуардов, архитекторы Н. А. Дибцов, Ю. Г. Шиндин | Действующий автомобильный             |             |
| Мост Красного Курсанта | 2-й Старый Петровский мост, Средний Петровский мост, Кадетский мост | Петровский проспект                     | 57х22                   | 1817, 1840, 1891, 1962                 | инженеры В. В. Демченко, А. Д. Гутцайт, архитектор Л. А. Носков                    | Действующий автомобильный, пешеходный |             |
| 4-й Ждановский мост    |                                                                     | Петровский переулок                     | 66,7х2,7                | 1983—1984                              | инженеры А. А. Соколов, В. Е. Эдуардов, архитекторы В. М. Иванов, Ю. Г. Шиндин     | Действующий пешеходный                |             |
| Мало-Петровский мост   | Петровский мост                                                     | Новоладожская улица — Ремесленная улица | 49,8х18,9               | 1828, 1842, 1883, 1927—1928, 2016—2018 | инженер А. В. Бастрыгин                                                            | Действующий автомобильный, пешеходный |             |

## Мосты черезЗимнюю канавку
| Название        | Прежние названия                                           | Створ                 | Общие длина и ширина, м | Годы строит-ва и реконструкции | Проект                                              | Современный статус          | Изображение |
| --------------- | ---------------------------------------------------------- | --------------------- | ----------------------- | ------------------------------ | --------------------------------------------------- | --------------------------- | ----------- |
| Эрмитажный мост | Зимнедворцовый мост, Верхненабережный мост, Дворцовый мост | Дворцовая набережная  | 22,1х15,2               | 1718—1720, 1763—1766, 1934     |                                                     | Действующий 781710803830026 |             |
| 1-й Зимний мост | Немецкий мост, Миллионный мост                             | Миллионная улица      | 19,4х21,2               | 1718—1720, 1783—1785           | архитекторы И. Л. Росси и Ю. М. Фельтеном           | Действующий 781710803830046 |             |
| 2-й Зимний мост |                                                            | набережная реки Мойки | 20,5х10                 | 1940, 1962—1964                | инженер В. С. Ксенофонтов и архитектор Л. А. Носков | Действующий                 |             |

## Мосты черезИжору, её протоки и Советский (Круглый) канал
| Название               | Прежние названия  | Створ                                  | Общие длина и ширина, м | Годы строит-ва и реконструкции | Проект                    | Современный статус | Изображение |
| ---------------------- | ----------------- | -------------------------------------- | ----------------------- | ------------------------------ | ------------------------- | ------------------ | ----------- |
| Оборонный мост         |                   | Заводской проспект — Оборонная улица   | 300х                    | 2016                           |                           | Действующий        |             |
| Большой Чухонский мост |                   | на Чухонский остров                    | 92,7х7,8                | 1972                           | инженер А. Д. Гутцайт     | Действующий        |             |
| Малый Чухонский мост   |                   | Чухонский остров — городской парк      |                         |                                |                           | Действующий        |             |
| Мост к Раумской улице  |                   | Адмиралтейская улица — Раумская улица  | 8,3х8                   |                                |                           | Действующий        |             |
| Мост на улице Вавилова |                   | улица Вавилова                         | 18×2,25                 | 1966                           |                           | Действующий        |             |
| Большой Ижорский мост  | Пролетарский мост | Пролетарская улица — улица Ремизова    | 253,8х19,9              | 1977                           | инженер Б. Э. Дворкин     | Действующий        |             |
| Адмиралтейский мост    |                   | Адмиралтейская улица — бульвар Свободы | 50,4х20                 | 1973                           | архитектор В. Е. Эдуардов | Действующий        |             |
| Вознесенский мост      |                   | проспект Ленина                        | 44,6х13,9               | 1847, 1961                     |                           | Действующий        |             |

## Мосты черезКарасту
| Название                    | Прежние названия | Створ                                          | Общие длина и ширина, м | Годы строит-ва и реконструкции | Проект | Современный статус                                    | Изображение |
| --------------------------- | ---------------- | ---------------------------------------------- | ----------------------- | ------------------------------ | ------ | ----------------------------------------------------- | ----------- |
| Мост-плотина Красного пруда |                  | Ломоносов, Сойкинская дорога                   |                         | 1 четверть XVIII века          |        | Действующий автомобильный, пешеходный 781710667480656 |             |
| Мост каменный «Руинный»     |                  | Ломоносов, дворцовый парк                      |                         | XIX век                        |        | Действующий пешеходный 781710667480666                |             |
| Петровский мост             |                  | Ломоносов, дворцовый парк, южнее Нижнего пруда |                         | начало XX века                 |        | Действующий пешеходный 781710667480696                |             |
| Мост-плотина Нижнего пруда  |                  | Ломоносов, дворцовый парк                      |                         | 1710-е годы                    |        | Действующий пешеходный 781710667480646                |             |
| Мост у Нижних домов         |                  | Ломоносов, дворцовый парк                      |                         | 1850 год                       |        | Действующий пешеходный 781710667480536                |             |
| Слободской мост             |                  | Ломоносов, Дворцовый проспект                  | 8,4х38,3                | XVIII век, 1996-1997 годы      |        | Действующий автомобильный, пешеходный 781711204200005 |             |
| Театральный мост            |                  | Ломоносов, Привокзальная улица                 | 4,9х19,8                |                                |        | Действующий автомобильный, пешеходный                 |             |
| Шведский мост               |                  | Ломоносов, улица Рубакина                      | 6,5х12,35               | 1907                           |        | Действующий автомобильный, пешеходный ·               |             |

## Мосты черезКарповку
| Название             | Прежние названия                 | Створ                                                     | Общие длина и ширина, м | Годы строит-ва и реконструкции | Проект                                                      | Современный статус | Изображение |
| -------------------- | -------------------------------- | --------------------------------------------------------- | ----------------------- | ------------------------------ | ----------------------------------------------------------- | ------------------ | ----------- |
| Аптекарский мост     |                                  | Аптекарская набережная — Петроградская набережная         | 22,3х96                 | 1798, 1889, 1974—1975          | инженер Б. Б. Левин, архитекторы Л. А. Носков, П. А. Арешев | Действующий        |             |
| Петропавловский мост |                                  | Проспект Медиков — Большой проспект Петроградской стороны | 19,9х24,3               | 1904, 1967                     | инженер П. П. Рязанцев и архитектор Л. А. Носков            | Действующий        |             |
| Силин мост           | Карповский мост, Пионерский мост | Каменноостровский проспект                                | 36,9х25,6               | 1776, 1864, 1875, 1893, 1936   | инженер А.Д. Саперштейн и архитектор К.М. Дмитриев          | Действующий        |             |
| Геслеровский мост    |                                  | Чкаловский проспект                                       | 22,2х27                 | 1901, 1965                     | инженер П. П. Рязанцев и архитектор Л. А. Носков            | Действующий        |             |
| Карповский мост      |                                  | Иоанновский переулок — Улица Всеволода Вишневского        | 19,9х24,3               | 1950, 1986—1989                | инженер Б. Н. Брудно                                        | Действующий        |             |
| Барочный мост        |                                  | Барочная улица                                            | 29,1х15,1               | 1914                           | инженер А. П. Пшеницкий                                     | Действующий        |             |
| Молодёжный мост      |                                  | Песочная набережная — Набережная Адмирала Лазарева        | 27,7х20                 | 1975—1976                      | инженер А. А. Соколов и архитектор А. В. Говорковский       | Действующий        |             |

## Мосты черезКомсомольский (Прямой) канали Харламов ручей
| Название                                                                               | Прежние названия                                  | Створ                                  | Общие длина и ширина, м | Годы строит-ва и реконструкции | Проект                                | Современный статус                                                      | Изображение |
| -------------------------------------------------------------------------------------- | ------------------------------------------------- | -------------------------------------- | ----------------------- | ------------------------------ | ------------------------------------- | ----------------------------------------------------------------------- | ----------- |
| Никольский мост                                                                        |                                                   | Красная улица — Соборная улица         | 30,2х18,25              | 1958                           | инженеры Б. Э. Дворкин, А. Д. Гутцайт | Действующий                                                             |             |
| Думский мост                                                                           | Новгородский мост, Приютский мост, мост Революции | улица Культуры                         | 36,9х2,4                | 1880-е, 1920-е, 1971           |                                       | Действующий                                                             |             |
| Тверской мост                                                                          | Банковский мост                                   | Тверская улица — Железнодорожная улица | 32,3х18                 | 1969                           | инженер А. Д. Гутцайт                 | Действующий                                                             |             |
| Харламов мост                                                                          |                                                   | Октябрьская улица                      | 41,8х2,9                | 1960-е, 1980-е                 |                                       | Действующий                                                             |             |
| Мост над плотиной                                                                      |                                                   | Колпинская улица                       |                         |                                |                                       | Действующий 781721203440036                                             |             |
| Недостроенный ж/д мост у вокзала (нереализованный проект модернизации станции Колпино) |                                                   | Вознесенское шоссе                     |                         |                                |                                       | Недостроенный железнодорожный, неофициально используется как пешеходный |             |

## Мосты через рекуКрасненькую
| Название                  | Прежние названия | Створ                                         | Общие длина и ширина, м | Годы строит-ва и реконструкции | Проект                   | Современный статус | Изображение |
| ------------------------- | ---------------- | --------------------------------------------- | ----------------------- | ------------------------------ | ------------------------ | ------------------ | ----------- |
| Выход реки из коллектора  |                  |                                               |                         |                                |                          |                    |             |
| Пешеходный мост           |                  | Южная портовая железнодорожная линия          |                         |                                |                          | Действующий        |             |
| Железнодорожный мост      |                  | Южная портовая железнодорожная линия          |                         |                                |                          | Действующий        |             |
| Автомобильный мост        |                  |                                               |                         |                                |                          | Действующий        |             |
| Железнодорожный мост      |                  | Южная портовая железнодорожная линия          |                         |                                |                          | Действующий        |             |
| Автомобильный мост        |                  |                                               |                         |                                |                          | Действующий        |             |
| Пешеходный мост           |                  | Красненькое кладбище                          |                         |                                |                          | Действующий        |             |
| Пешеходный мост           |                  | Красненькое кладбище                          |                         |                                |                          | Действующий        |             |
| Пешеходный мост           |                  | Красненькое кладбище                          |                         |                                |                          | Действующий        |             |
| 1-й Красненький мост      |                  | дорога в Угольную гавань                      | 15,7х27,5               | 1957, 1965                     | инженер Е. Е. Розенфельд | Действующий        |             |
| Пешеходный мост (Оранэлл) |                  | Проспект Стачек                               |                         |                                |                          | Действующий        |             |
| Ново-Автовский путепровод |                  | Проспект Стачек                               |                         | 2002                           |                          | Действующий        |             |
| Пешеходный мост           |                  |                                               |                         |                                |                          | Недействующий      |             |
| Кронштадтский путепровод  |                  | Кронштадтская улица                           |                         | 1978                           | инженер Л. Н. Соболев    | Действующий        |             |
| 2-й Красненький мост      |                  | улица Морской Пехоты                          | 18,6х3                  | 1958, 1985, 1993               | инженер А. А. Журбин     | Действующий        |             |
| Путепровод «Автово»       |                  | проспект Маршала Жукова                       | 684,94х34,5             | 1976—1980, 1981, 1991, 2001    | инженер Л. Н. Соболев    | Действующий        |             |
| Угольный мост             |                  | ул. Морской Пехоты — дорога в Угольную гавань | 38х26,3                 | 2007—2008                      |                          | Действующий        |             |
| Автомобильный мост        |                  | Пескобаза «Красненькая»                       |                         |                                |                          | Действующий        |             |
| Пешеходный мост           |                  | дорога к Юноне                                |                         |                                |                          | Действующий        |             |
| Водопропускная труба      |                  | ул. Доблести в сторону Юго-Западной ТЭЦ       |                         | 2010—2012                      |                          | Действующий        |             |

## Мосты черезКрестовку
| Название                      | Прежние названия                                 | Створ               | Общие длина и ширина, м | Годы строит-ва и реконструкции        | Проект                                           | Современный статус          | Изображение |
| ----------------------------- | ------------------------------------------------ | ------------------- | ----------------------- | ------------------------------------- | ------------------------------------------------ | --------------------------- | ----------- |
| Мало-Крестовский мост         | Каменно-Крестовский мост, Малый Крестовский мост | Проспект Динамо     | 71,9х13                 | 1817, 1826—1827, 1940—1941, 1961—1962 | инженер Ю.Л. Юрков, архитектор Л.А. Носков       | Действующий 781710972010005 |             |
| Мост на остров реки Крестовки | Безымянный мост                                  | 2-я Берёзовая аллея |                         | 1810-е, 1963                          | инженер В.С. Ксенофонтов, архитектор Л.А. Носков | Действующий 781710972000005 |             |

## Мосты черезКронверкский пролив
| Название          | Прежние названия | Створ                                            | Общие длина и ширина, м | Годы строит-ва и реконструкции | Проект                                                      | Современный статус          | Изображение |
| ----------------- | ---------------- | ------------------------------------------------ | ----------------------- | ------------------------------ | ----------------------------------------------------------- | --------------------------- | ----------- |
| Иоанновский мост  | Петровский мост  | Троицкая площадь — Петропавловская крепость      | 74,7х10,5               | 1705, 1706, 1738, 1951—1952    | инженер П.П. Степнов, архитекторы Н.Н. Белехов и А.Л. Ротач | Действующий 781610574770036 |             |
| Кронверкский мост |                  | Кронверк — Кронверкские ворота                   |                         | 1854, 1861                     |                                                             | разобран в 1910-х гг.       |             |
| Никольский мост   |                  | Кронверк — Головкин бастион                      | 85х8,5                  | 1820-е гг., 1869               |                                                             | разобран в 1900-х гг.       |             |
| Кронверкский мост |                  | Кронверкский проспект — Петропавловская крепость | 57,5х8,8                | 1938, 1978                     | инженер П.П. Степнов                                        | Действующий 781610574770026 |             |

## Мосты черезКронверкский проток
| Название                      | Прежние названия | Створ                   | Общие длина и ширина, м | Годы строит-ва и реконструкции | Проект                                            | Современный статус | Изображение |
| ----------------------------- | ---------------- | ----------------------- | ----------------------- | ------------------------------ | ------------------------------------------------- | ------------------ | ----------- |
| Восточный Артиллерийский мост |                  | Кронверкская набережная | 29,5х20,4               | 1800-е, 1976—1978              | инженер Б. Б. Левин, архитектор Г.В. Говорковский | Действующий        |             |
| Западный Артиллерийский мост  |                  | Кронверкская набережная | 29,5х20,4               | 1800-е, 1976—1978              | инженер Б. Б. Левин, архитектор Г.В. Говорковский | Действующий        |             |

## Мосты черезКрюков канал
| Название              | Прежние названия                                                                             | Створ                       | Общие длина и ширина, м | Годы строит-ва и реконструкции                | Проект                                                              | Современный статус                                    | Изображение |
| --------------------- | -------------------------------------------------------------------------------------------- | --------------------------- | ----------------------- | --------------------------------------------- | ------------------------------------------------------------------- | ----------------------------------------------------- | ----------- |
| Смежный мост          | Никольский Набережный мост, Соединительный мост                                              | набережная реки Фонтанки    | 24,1х15,4               | 1787, 1867, 1888, 1940, 1964                  | инженер Е.Е. Розенфельд                                             | Действующий автомобильный, пешеходный 781710972020005 |             |
| Старо-Никольский мост | Никольский мост                                                                              | Садовая улица               | 28х20,2                 | 1720-е, 1774—1776, 1887, 1905—1906, 2003—2004 | инженеры А.П. Пшеницкий, К.В. Ефимьев, В.А. Берс                    | Действующий автомобильный, пешеходный 781710972050005 |             |
| Кашин мост            | Николаевский мост, Никольский мост                                                           | Проспект Римского-Корсакова | 23,9х16                 | 1782—1787, 1839—1840, 1863, 1876, 1931—1932   | архитектор К.М. Дмитриев, инженер Ф.К. Кузнецов                     | Действующий автомобильный, пешеходный                 |             |
| Торговый мост         | Средний мост                                                                                 | Улица Союза Печатников      | 26,7х10,5               | 1783—1785, 1868, 1905, 1960—1961              | архитектор А. Л. Ротач, инженер А.Д. Гутцайт                        | Действующий автомобильный, пешеходный 781710970930005 |             |
| Мост Декабристов      | Офицерский мост                                                                              | Улица Декабристов           | 29х23,3                 | 1784—1786, 1876, 1914                         | инженер А.П. Пшеницкий                                              | Действующий автомобильный, пешеходный 781710970920005 |             |
| Матвеев мост          | Конюшенный мост, Канавский мост, Канальный мост, Канавный мост, Тюремный мост, Мост Матвеева | набережная реки Мойки       | 27,1х9,8                | 1784—1786, 1905, 1950—1951                    | архитектор Т.В. Берсеньева, инженеры П.В. Андреевский, А.Д. Гутцайт | Действующий автомобильный, пешеходный 781710970910005 |             |
| Галерный мост         | Малый Крюков мост                                                                            | Галерная улица              |                         | 1738                                          |                                                                     | разобран в 1846 году                                  |             |
| Крюков мост           | мост Крюкова канала, Большой Крюков мост                                                     | Английская набережная       |                         | 1738                                          |                                                                     | разобран в 1846 году                                  |             |

## Мосты черезКузьминку
| Название                                               | Прежние названия | Створ           | Общие длина и ширина, м | Годы строит-ва и реконструкции | Проект | Современный статус | Изображение |
| ------------------------------------------------------ | ---------------- | --------------- | ----------------------- | ------------------------------ | ------ | ------------------ | ----------- |
| Мост по Софийской улице, известный как «Мост глупости» |                  | Софийская улица |                         | 2009                           |        | Действующий        |             |

## Мосты черезЛебяжью канавку
| Название             | Прежние названия          | Створ                 | Общие длина и ширина, м | Годы строит-ва и реконструкции        | Проект                                       | Современный статус          | Изображение |
| -------------------- | ------------------------- | --------------------- | ----------------------- | ------------------------------------- | -------------------------------------------- | --------------------------- | ----------- |
| Верхний Лебяжий мост | Лебяжий мост              | Дворцовая набережная  | 18,8х15                 | 1720—1733 1767—1768, 1927—1928        | инженеры Б. Д. Васильев, Л. А. Крушельницкий | Действующий 781710786010036 |             |
| Нижний Лебяжий мост  | Лебяжий мост, Летний мост | набережная реки Мойки | 23,9х19,9               | 1720—1733, 1760, 1835—1837, 1924—1926 | инженеры Б. Д. Васильев, А. Л. Соларева      | Действующий 781710786010026 |             |

## Мосты черезЛиговский канал
| Название                   | Прежние названия    | Створ                                      | Общие длина и ширина, м | Годы строит-ва и реконструкции | Проект | Современный статус       | Изображение |
| -------------------------- | ------------------- | ------------------------------------------ | ----------------------- | ------------------------------ | ------ | ------------------------ | ----------- |
| Новомосковский мост        | Царскосельский мост | Московский проспект                        |                         | 1836                           |        | разобран после 1868 года |             |
| Расстанный мост            |                     | Расстанная улица                           |                         | 1829                           |        | разобран после 1897 года |             |
| Прилукский мост            | Блохвитин мост      | Прилукская улица                           |                         | 1849                           |        | разобран после 1897 года |             |
| Курский мост               | Шмелёв мост         | Курская улица                              |                         | 1829                           |        | разобран после 1897 года |             |
| Новообводный мост          |                     | четная сторона Набережной Обводного канала |                         | 1836                           |        | разобран после 1846 года |             |
| Воздвиженский мост         |                     | Улица Тюшина                               |                         | 1829                           |        | разобран после 1893 года |             |
| Глазовский мост            |                     | Разъезжая улица — Транспортный переулок    |                         | 1821                           |        | разобран после 1893 года |             |
| Кузнечный мост             | Владимирский мост   | Кузнечный переулок                         |                         | 1829                           |        | разобран после 1893 года |             |
| Знаменский мост            |                     | Невский проспект                           |                         | 1793                           |        | разобран после 1893 года |             |
| Рождественский мост        |                     | 2-я Советская улица                        |                         | 1889                           |        | разобран после 1893 года |             |
| Греческий мост             |                     | 4-я Советская улица                        |                         | 1889                           |        | разобран после 1893 года |             |
| Евангелический мост        |                     | 5-я Советская улица                        |                         | 1889                           |        | разобран после 1893 года |             |
| Бассейный мост             |                     | Озерной переулок                           |                         | 1829                           |        | разобран после 1893 года |             |
| Мариинский пешеходный мост |                     | между Озерным переулком и улицей Некрасова |                         | 1836                           |        | разобран после 1846 года |             |
| Госпитальный мост          |                     | Басков переулок                            |                         | 1829                           |        | разобран после 1846 года |             |
| Виленский мост             | Чёртов мост         | Виленский переулок                         |                         | 1849                           |        | разобран после 1893 года |             |
| Песочный мост              | Шлюзный мост        | Кирочная улица                             |                         | 1829                           |        | разобран после 1851 года |             |

## Мосты черезЛубью(Луппу)
| Название             | Прежние названия                  | Створ                                  | Общие длина и ширина, м | Годы строит-ва и реконструкции | Проект                 | Современный статус                    | Изображение |
| -------------------- | --------------------------------- | -------------------------------------- | ----------------------- | ------------------------------ | ---------------------- | ------------------------------------- | ----------- |
| Поселковый мост      |                                   | Поселковая улица                       | 20,3х10                 | 1952, 1994                     |                        | Действующий автомобильный, пешеходный |             |
| Всеволожский мост    | Лупповский мост № 8               | Всеволожская улица — Братская улица    | 18,8х2,25               | 1991                           |                        | Действующий пешеходный                |             |
| Камышинский мост     | Лупповский мост № 8-а             | Камышинская улица                      | 21х2,3                  | 1979                           |                        | Действующий пешеходный                |             |
| Рябовский мост       | Лупповский мост № 6               | Рябовское шоссе                        | 35,6х31                 | 1948 1976—1980                 | инженер А.Д. Гутцайт   | Действующий автомобильный, пешеходный |             |
| Андреевский мост     | Лупповский мост № 5               | Андреевская улица                      | 31,2х10                 | 1960                           | инженер Б.Б. Левин     | Действующий автомобильный, пешеходный |             |
| Жерновский мост      | Лупповский мост № 2               | 2-я Жерновская улица                   | 25х2,25                 | 1930, 1978 1989                | инженер В. И. Фельдман | Действующий пешеходный                |             |
| Колтушский мост      | Лупповский мост № 1, мост Коммуны | Улица Коммуны                          | 34х16,3                 | 1900-е, 1962, 2007—2008        |                        | Действующий автомобильный, пешеходный |             |
| Лупповский мост      | Лупповский мост № 1-б             | Ильинская Слобода — Ильинский переулок | 37,9х2,25               | 1929, 1989                     |                        | Действующий пешеходный                |             |
| Малый Ильинский мост | Лупповский мост № 1-а             | Ильинская Слобода — Улица Потапова     | 47х4,9                  | 1991                           | инженер В. И. Фельдман | Действующий автомобильный, пешеходный |             |

## Мосты черезМалую Сестру
| Название                                | Прежние названия      | Створ                                             | Общие длина и ширина, м | Годы строит-ва и реконструкции | Проект                                | Современный статус | Изображение |
| --------------------------------------- | --------------------- | ------------------------------------------------- | ----------------------- | ------------------------------ | ------------------------------------- | ------------------ | ----------- |
| Мост по дороге к санаторию «Белые ночи» |                       | Сестрорецк, Заречная дорога                       | 104,3х12,5              | 1978                           | инженеры Б. Э. Дворкин, С. А. Шульман | Действующий        |             |
| Курортный мост                          |                       | Сестрорецк, Лесная улица                          |                         |                                |                                       | Действующий        |             |
| Ермоловский мост                        | 2-й Сестрорецкий мост | Сестрорецк, улица Борисова — Ермоловский проспект | 28,5х2,25               | 1982                           |                                       | Действующий        |             |
| Оружейный мост                          |                       | Сестрорецк, улица Воскова                         | 17,4x15,4               | 1948                           |                                       | Действующий        |             |
| Плотина Де Волана                       |                       | Сестрорецк, улица Воскова                         |                         | 1833, 1985—1987                |                                       | Действующий        |             |
| 1-й Сестрорецкий мост                   |                       | Сестрорецк, Сестрорецкий инструментальный завод   |                         |                                |                                       | Действующий        |             |

## Мосты черезМалый канал на Каменном острове
| Название                              | Прежние названия | Створ                         | Общие длина и ширина, м | Годы строит-ва и реконструкции | Проект                | Современный статус                                    | Изображение |
| ------------------------------------- | ---------------- | ----------------------------- | ----------------------- | ------------------------------ | --------------------- | ----------------------------------------------------- | ----------- |
| 2-й Каменноостровский пешеходный мост |                  |                               | 12,3х2,5                | 1800-е, 1908, 1968—1969        | инженер Р. Майер      | Действующий пешеходный 7802555000                     |             |
| 3-й Каменноостровский мост            |                  |                               | 17,4х2,9                | 1800-е, 1908, 1968—1969        | инженер Р. Майер      | Действующий пешеходный 781710972000005                |             |
| 4-й Каменноостровский мост            |                  |                               |                         | 1790-е                         |                       | Действующий автомобильный, пешеходный                 |             |
| 5-й Каменноостровский мост            |                  |                               |                         | 1790-е                         |                       | Действующий пешеходный                                |             |
| 19-й Каменноостровский мост           |                  | Набережная реки Большой Невки | 6,5х10                  | 1800-е, 1951—1952              | инженер В.В. Демченко | Действующий автомобильный, пешеходный 781720971990005 |             |

## Мосты черезМатисов канал
| Название                               | Прежние названия | Створ                    | Общие длина и ширина, м | Годы строит-ва и реконструкции | Проект                 | Современный статус | Изображение |
| -------------------------------------- | ---------------- | ------------------------ | ----------------------- | ------------------------------ | ---------------------- | ------------------ | ----------- |
| мост в створе улицы Адмирала Трибуца   |                  | Улица Адмирала Трибуца   | 58,7×26,8               | 2008—2009                      | инженер А. К. Трофимов | Действующий        |             |
| мост в створе улицы Катерников         |                  | Улица Катерников         |                         |                                |                        | Действующий        |             |
| мост в створе улицы Лётчика Тихомирова |                  | Улица Лётчика Тихомирова |                         |                                |                        | Действующий        |             |

## Мост вМихайловском саду
| Название   | Протока                                  | Створ | Длина и ширина, м | Открытие | Проект            | Современный статус | Конструкция                    | Изображение |
| ---------- | ---------------------------------------- | ----- | ----------------- | -------- | ----------------- | ------------------ | ------------------------------ | ----------- |
| Мост Росси | протока между прудами Михайловского сада |       | 9,1 м             | 1825     | инж.: К. И. Росси | 781510006120136    | 1-пролётный арочный (чугунный) |             |

## Мосты черезМежевой канал
| Название        | Прежние названия | Створ             | Общие длина и ширина, м | Годы строит-ва и реконструкции | Проект | Современный статус       | Изображение |
| --------------- | ---------------- | ----------------- | ----------------------- | ------------------------------ | ------ | ------------------------ | ----------- |
| Межевой мост    |                  | Гапсальская улица |                         | 1889                           |        | разобран после 1893 года |             |
| Виндавский мост |                  | Виндавская улица  |                         | 1897                           |        | разобран 1930-е          |             |

## Мосты через рекуМойку
| Название                                                            | Прежние названия                                          | Створ                                                            | Общие длина и ширина, м      | Годы строит-ва и реконструкции                     | Проект                                                   | Современный статус                                    | Изображение |
| ------------------------------------------------------------------- | --------------------------------------------------------- | ---------------------------------------------------------------- | ---------------------------- | -------------------------------------------------- | -------------------------------------------------------- | ----------------------------------------------------- | ----------- |
| 1-й Инженерный мост                                                 | Летний мост, Инженерный мост                              | набережная реки Фонтанки                                         | 27,8х9,5                     | 1720, 1760-е, 1824—1825, 1952—1954                 | инженер Б. Б. Левин                                      | Действующий автомобильный, пешеходный 781710803820036 |             |
| 1-й Садовый мост                                                    | Михайловский мост, Садовый мост                           | Садовая улица                                                    | 33,8х20,4                    | 1716, 1798—1801, 1835—1836, 1906—1907              | архитектор Л.А. Ильин, инженер А.П. Пшеницкий            | Действующий автомобильный, пешеходный 781710803820056 |             |
| 2-й Садовый мост                                                    | Красный мост, Царицынский мост                            | Конюшенный переулок — Марсово поле                               | 42,8х20                      | 1876, 1935, 1966—1967                              | инженер Е.А. Болтунова, архитектор Л.А. Носков           | Действующий автомобильный, пешеходный                 |             |
| Тройной мост (Театральный мост + Мало-Конюшенный мост + мост-дамба) | Красный мост, Перво-Конюшенный мост; Царицынский мост     | Канал Грибоедова                                                 | 18х15,6 23х15,6 42,8х15,5—19 | 1829—1832                                          | инженеры Е.А. Адам и В. Треттер                          | Действующий пешеходный 781720803820026                |             |
| Большой Конюшенный мост                                             | Конюшенный мост                                           | Мошков переулок — Конюшенный переулок                            | 28,8х11,6                    | 1753, 1828                                         | инженеры Е.А. Адам, В. Треттер, В. Гесте                 | Действующий автомобильный, пешеходный 781710803820046 |             |
| Певческий мост                                                      | Жёлтый мост                                               | Дворцовая площадь                                                | 24х72                        | 1834, 1839—1840, 1835—1836, 1906—1907              | инженер Е.А. Адам                                        | Действующий автомобильный, пешеходный 781710803820066 |             |
| Зелёный мост                                                        | Полицейский мост, Народный мост                           | Невский проспект                                                 | 39,8х38,7                    | 1720, 1735, 1777, 1806—1808, 1904—1907             | инженеры В.А. Берс, А.Л. Становой, архитектор Л.А. Ильин | Действующий автомобильный, пешеходный 781710803820076 |             |
| Красный мост                                                        | Белый мост                                                | Гороховая улица                                                  | 42х16,8                      | 1717, 1737, 1808—1814, 1953—1954                   | инженер В.В. Блажевич                                    | Действующий автомобильный, пешеходный 781710803820086 |             |
| Синий мост                                                          |                                                           | Вознесенский проспект, Переулок Антоненко — Исаакиевская площадь | 35х97,3                      | 1737, 1805—1818, 1842—1844                         | архитектор В.И. Гесте                                    | Действующий автомобильный, пешеходный 781710803820096 |             |
| Фонарный мост                                                       |                                                           | Фонарный переулок — Почтамтский переулок                         | 33х20                        | середина XVIII века, 1906, 1971—1973               | инженер Л.И. Соболев, архитектор Л.А. Носков             | Действующий автомобильный, пешеходный                 |             |
| Почтамтский мост                                                    | Малый цепной мост, Цепной пешеходный мост, Прачешный мост | Прачечный переулок — Большая Морская улица                       | 41,9х2,1                     | конец XVIII века, 1823—1824, 1905, 1981—1983, 2003 | инженеры В. Треттер, В.А. Христианович                   | Действующий пешеходный 781710803820106                |             |
| Поцелуев мост                                                       | Цветной мост                                              | Улица Глинки                                                     | 41,5х23,5                    | 1738, 1768, 1808—1816, 1907—1908                   | инженер А.П. Пшеницкий                                   | Действующий автомобильный, пешеходный 781710803820116 |             |
| Краснофлотский мост                                                 | Понтонный мост                                            | Набережная Крюкова канала                                        | 29,8х2,8                     | конец XIX века, 1959—1960                          | инженер А.А. Куликов, архитектор Л.А. Носков             | Действующий пешеходный                                |             |
| Храповицкий мост                                                    | Жёлтый мост, Галерный мост, Синявин мост                  | Улица Писарева — набережная Ново-Адмиралтейского канала          | 42,4×20                      | 1737—1738, 1935, 1965—1967                         | инженер Е.А. Болтунова, архитектор Л.А. Носков           | Действующий автомобильный, пешеходный                 |             |
| Корабельный мост                                                    |                                                           | на территории завода Адмиралтейские верфи                        |                              | 1912                                               | инженер А.И. Дмитриев                                    | Действующий автомобильный, пешеходный                 |             |

## Мосты черезМонастырку
| Название                | Прежние названия                                                                  | Створ                                              | Общие длина и ширина, м | Годы строит-ва и реконструкции       | Проект                                                        | Современный статус                    | Изображение |
| ----------------------- | --------------------------------------------------------------------------------- | -------------------------------------------------- | ----------------------- | ------------------------------------ | ------------------------------------------------------------- | ------------------------------------- | ----------- |
| Мост Обуховской Обороны |                                                                                   | Проспект Обуховской Обороны — Синопская набережная | 24,2х58                 | 1963—1964                            | инженер А.Д. Гутцайт, архитектор Л.А. Носков                  | Действующий автомобильный, пешеходный |             |
| Монастырский мост       | Шлиссельбургский мост, Александровский мост, Благовещенский мост, Тихвинский мост | Проспект Обуховской Обороны — Синопская набережная |                         | 1833, 1887, 1926, 1961—1964          | инженер А.Д. Гутцайт, архитектор Л.А. Носков                  | Действующий автомобильный, пешеходный |             |
| 1-й Лаврский мост       | Александро-Невский мост, 1-й Александровский мост, Монастырский мост              | Александро-Невская лавра — некрополи               | 18х9,5                  | 1712, 1924, 1949, 1970—1972          | инженеры А.И.Рубашев, А.Д. Гутцайт, архитектор Л.А. Носков    | Действующий пешеходный                |             |
| 2-й Лаврский мост       | Садовый мост, 2-й Александровский мост, Экономический мост                        | Лаврский проезд                                    | 18х9,5                  | середина XVIII века, 1830, 1980—1981 | инженеры Б.Э. Дворкин, З.Г. Васильева, архитектор В.М. Иванов | Действующий автомобильный, пешеходный |             |
| Митрополичий мост       |                                                                                   | в створе Атаманской улицы                          | 12,5х1,49               | 1976                                 | инженер В.П. Кошкина                                          | Действующий пешеходный                |             |
| Казачий мост            | Казацкий мост                                                                     | набережная Обводного канала                        | 27,5х27                 | 1832—1833, 1880, 1934 1965           | инженер А.А. Соколов, архитектор Л.А. Носков                  | Действующий автомобильный, пешеходный |             |

## Мост через Морской канал
| Название                              | Прежние названия | Створ                       | Общие длина и ширина, м | Годы строит-ва и реконструкции | Проект | Современный статус | Изображение |
| ------------------------------------- | ---------------- | --------------------------- | ----------------------- | ------------------------------ | ------ | ------------------ | ----------- |
| Двухъярусный мост через Морской канал | Морской канал    | Западный скоростной диаметр | 720 м                   |                                |        | Действующий        |             |

## Мосты черезМуринский ручей
| Название         | Прежние названия   | Створ                   | Общие длина и ширина, м | Годы строит-ва и реконструкции | Проект | Современный статус | Изображение |
| ---------------- | ------------------ | ----------------------- | ----------------------- | ------------------------------ | ------ | ------------------ | ----------- |
| Северный мост    | 3-й Муринский мост | Северный проспект       |                         | 1976—1977                      |        | Действующий        |             |
| Гражданский мост | 1-й Муринский мост | Гражданский проспект    |                         | 1970-е                         |        | Действующий        |             |
| Муринский мост   | 2-й Муринский мост | дорога на деревню Новая |                         | 1984                           |        | Действующий        |             |

## Мосты черезНегодяевку
| Название                  | Прежние названия | Створ                           | Общие длина и ширина, м | Годы строит-ва и реконструкции | Проект | Современный статус   | Изображение |
| ------------------------- | ---------------- | ------------------------------- | ----------------------- | ------------------------------ | ------ | -------------------- | ----------- |
| Бремов мост               |                  | Улица Смолячкова                |                         | 1798                           |        | разобран в 1821 году |             |
| Малый Сампсониевский мост |                  | Большой Сампсониевский проспект |                         | 1798                           |        | разобран в 1821 году |             |

## Мосты черезНово-Адмиралтейский канал
| Название            | Прежние названия | Створ          | Общие длина и ширина, м | Годы строит-ва и реконструкции | Проект | Современный статус | Изображение |
| ------------------- | ---------------- | -------------- | ----------------------- | ------------------------------ | ------ | ------------------ | ----------- |
| Адмиралтейский мост | Галерный мост    | Галерная улица |                         | 1738, 1829, 1972               |        | Действующий        |             |

## Мосты черезНовую
| Название     | Прежние названия | Створ              | Общие длина и ширина, м | Годы строит-ва и реконструкции | Проект                                     | Современный статус | Изображение |
| ------------ | ---------------- | ------------------ | ----------------------- | ------------------------------ | ------------------------------------------ | ------------------ | ----------- |
| Новый мост   |                  | Проспект Ветеранов | 24,5х28,3               | 1968                           | инженер Р.Я. Розен, архитектор Л.А. Носков | Действующий        |             |
| мост Бурцева |                  | Улица Бурцева      | 62,15х5                 | 1979                           | инженер А.А. Соколов                       | Действующий        |             |

## Мосты черезОбводный канал
| Название                            | Прежние названия                                                             | Створ                                       | Общие длина и ширина, м | Годы строит-ва и реконструкции                | Проект                                                                          | Современный статус                                    | Изображение |
| ----------------------------------- | ---------------------------------------------------------------------------- | ------------------------------------------- | ----------------------- | --------------------------------------------- | ------------------------------------------------------------------------------- | ----------------------------------------------------- | ----------- |
| Шлиссельбургский мост               | Заводской мост, Новоархангельский мост, Архангелогородский мост              | проспект Обуховской Обороны                 | 34,8х24                 | 1820-е, 1832—1833, 1886, 1928—1929            | инженеры Б. Д. Васильев, О. Е. Бугаева                                          | Действующий автомобильный, пешеходный 781711219120005 |             |
| Французский мост                    |                                                                              | набережная Обводного канала                 | 131х29,3                | 2014—2017                                     |                                                                                 | Действующий автомобильный, пешеходный                 |             |
| Атаманский мост                     |                                                                              | Кременчугская улица — Глухоозёрское шоссе   | 39,5х31,7               | сер. XIX века, 1932, 1972—1975                | инженер А. Д. Гутцайт, архитектор Л. А. Носков                                  | Действующий автомобильный, пешеходный                 |             |
| Американские железнодорожные мосты  | Николаевский железнодорожный мост                                            | главный ход Октябрьской железной дороги     |                         | 1840—1850-е, 1869—1916, 2006—2009             |                                                                                 | Действующий железнодорожный                           |             |
| Каретный мост                       |                                                                              | Днепропетровская улица                      | 45,1х32,1               | 2009—2011                                     | инженеры Е. А. Самусева, Т. Ю. Гуревич                                          | Действующий автомобильный, пешеходный                 |             |
| Предтеченский мост                  |                                                                              | Тамбовская улица — Улица Черняховского      | 47,7х27                 | 1887, 1908, 1962—1963                         | инженер Е. А. Болтунова, архитектор Л. А. Носков                                | Действующий автомобильный, пешеходный                 |             |
| Ново-Каменный мост                  | Ямской водопроводный мост, Лиговский мост, Ново-обводный мост, Обводный мост | Лиговский проспект                          | 44,8х45,2               | 1816—1821, 1846—1848, 1967—1970               | инженер А. Д. Гутцайт, архитектор Л. А. Носков                                  | Действующий автомобильный, пешеходный                 |             |
| Боровой мост                        | Новый мост, Андреевский мост                                                 | Боровая улица                               | 38х18,5                 | 1882, 1960—1961                               | инженер А. А. Куликов, архитектор Л. А. Носков                                  | Действующий автомобильный, пешеходный                 |             |
| Глазовский мост                     |                                                                              | улица Константина Заслонова                 |                         | 1914—1915                                     | инженер А. П. Пшеницкий                                                         | разобран в 1920-х годах                               |             |
| Ипподромный мост                    | Бульварный мост, Рузовский мост                                              | Подъездной переулок                         | 26,8х3                  | 1904, 1944, 1985—1986                         | инженеры В. И. Фельдман, А. П. Петров, архитектор 3. Г. Артемьев                | Действующий пешеходный                                |             |
| Царскосельский железнодорожный мост |                                                                              | Витебская линия Октябрьской железной дороги |                         | 1836, 1868—1869, 1900—1904                    |                                                                                 | Действующий железнодорожный                           |             |
| Рузовский мост                      |                                                                              | Рузовская улица — Рыбинская улица           | 26,4х21,8               | 1961, 1985, 1994—1996                         | инженер Б. Н. Брудно                                                            | Действующий автомобильный, пешеходный                 |             |
| Можайский мост                      |                                                                              | Можайская улица                             | 30,7х3                  | 1904, 1984                                    | инженер Б. Э. Дворкин, архитектор В. М. Иванов                                  | Действующий пешеходный                                |             |
| Газовый мост                        |                                                                              | между домами 115 и 74 по Обводному каналу   | 30,7х3                  | 1835, 1984                                    | инженер Б. Э. Дворкин, архитектор В. М. Иванов                                  | Действующий пешеходный                                |             |
| Масляный мост                       |                                                                              | Масляный переулок                           | 30,7х3                  | 1984                                          | инженер Б. Э. Дворкин, архитектор В. М. Иванов                                  | Действующий пешеходный                                |             |
| Ново-Московский мост                | Чугунный мост, Московский мост, Старо-московский мост                        | Московский проспект                         | 29,7х47                 | 1808—1816, 1908, 1941—1947, 1965—1967         | инженер П. П. Рязанцев, архитектор Л. А. Носков                                 | Действующий автомобильный, пешеходный                 |             |
| Егоровский мост                     |                                                                              | улица Егорова                               |                         | 1914                                          |                                                                                 | Разобран после 1967 года                              |             |
| Варшавский мост                     |                                                                              | Измайловский проспект                       | 38,2х30,6               | 1850-е, 1869—1870, 1908—1910, 2006—2007       | инженер Н. С. Серебренитский                                                    | Действующий автомобильный, пешеходный 781711205490005 |             |
| Митрофаньевский мост                |                                                                              | Митрофаньевское шоссе                       | 33,0х16,0               | 2007                                          |                                                                                 | Действующий автомобильный, пешеходный                 |             |
| Балтийский мост                     | Ново-Балтийский мост                                                         | Площадь Балтийского вокзала                 | 33,0х4,5                | 1957                                          | инженер А. А. Куликов, архитектор П. А. Арешев                                  | Действующий пешеходный                                |             |
| Ново-Петергофский мост              | Штиглицкий мост, Петергофский мост, Лермонтовский мост                       | Лермонтовский проспект                      | 33,3х23,1               | 1857, 1889, 1909, 1931—1932                   | инженеры О. Е. Бугаева, Н. Е. Ермолаев, М. И. Жданов, архитектор К. М. Дмитриев | Действующий автомобильный, пешеходный 781711205480005 |             |
| Краснооктябрьский мост              | Лейхтенбергский мост                                                         | Улица Розенштейна                           | 32,4х18,8               | 1909, 1957—1958                               | инженер В. В. Блажевич                                                          | Действующий автомобильный, пешеходный                 |             |
| Таракановский мост                  |                                                                              | Улица Циолковского                          | 33,5х3,5                | 1933, 1975                                    | инженер А. Д. Гутцайт                                                           | Действующий пешеходный                                |             |
| Борисов мост                        |                                                                              | между домами 207 и 138 по Обводному каналу  | 33,1х3                  | 1895, 1988—1989                               | инженер В. И. Фельдман, архитектор В. М. Иванов                                 | Действующий пешеходный                                |             |
| Ново-Калинкин мост                  | Нарвский мост                                                                | Старо-Петергофский проспект                 | 27,3х21                 | 1787, 1837, 1866, 1876, 1902, 1929—1930, 1997 | инженеры О. Е. Бугаева, Б. Д. Васильев                                          | Действующий автомобильный, пешеходный 781710972040005 |             |
| Мост Степана Разина                 | Эстляндский мост, мост Стеньки Разина                                        | Улица Степана Разина — Лифляндская улица    | 38,3х20                 | 1909, 1977—1979                               | инженер А. Д. Гутцайт, архитектор В. М. Иванов                                  | Действующий автомобильный, пешеходный                 |             |

## Мосты черезОбводный канал Кронштадта
| Название       | Прежние названия | Створ             | Общие длина и ширина, м | Годы строит-ва и реконструкции | Проект | Современный статус                                    | Изображение |
| -------------- | ---------------- | ----------------- | ----------------------- | ------------------------------ | ------ | ----------------------------------------------------- | ----------- |
| Пеньковый мост |                  | Петровская улица  |                         |                                |        | Действующий автомобильный, пешеходный 781711202060005 |             |
| Парусный мост  |                  | Осокина улица     |                         |                                |        | Действующий пешеходный 781711213530005                |             |
| Советский мост |                  | улица Рошаля      |                         | 1972—1973                      |        | Действующий автомобильный, пешеходный                 |             |
| Синий мост     |                  | Макаровская улица |                         | 1780-е                         |        | Действующий автомобильный, пешеходный 781711202000005 |             |

## Мосты черезОккервиль
| Название                 | Прежние названия | Створ                             | Общие длина и ширина, м | Годы строит-ва и реконструкции | Проект                                         | Современный статус                                | Изображение |
| ------------------------ | ---------------- | --------------------------------- | ----------------------- | ------------------------------ | ---------------------------------------------- | ------------------------------------------------- | ----------- |
| Мост Дыбенко             |                  | Улица Дыбенко                     | 18,5х41,1               | 1971—1972                      | инженер Б. Э. Дворкин                          | Действующий автомобильный, трамвайный, пешеходный |             |
| Товарищеский мост        |                  | Товарищеский проспект             | 23,9х29                 | 1970—1971                      | инженер Б. Э. Дворкин                          | Действующий автомобильный, пешеходный             |             |
| Мост Подвойского         |                  | Улица Подвойского                 | 23,9х31,54              | 1971                           | инженер Е. Е. Розенфельд                       | Действующий автомобильный, пешеходный             |             |
| Порховский мост          |                  | Улица Подвойского                 |                         | 1975—1978                      |                                                | Действующий пешеходный                            |             |
| Мост Коллонтай           |                  | Улица Коллонтай                   | 18,5х45,4               | 1972—1974                      | инженер Б. Э. Дворкин                          | Действующий автомобильный, трамвайный, пешеходный |             |
| Российский мост          |                  | Российский проспект               | 19,3х50,2               | 1986                           | инженер А.И. Рубашев                           | Действующий автомобильный, пешеходный             |             |
| Ледовый мост             |                  | у Ледового дворца                 | 29,5х7                  | 2000                           | ГУП «Ленгипроинжпроект»                        | Действующий пешеходный                            |             |
| Клочков мост             |                  | Клочков переулок                  | 24,9х14                 | 1993                           | инженер А. К. Трофимов                         | Действующий автомобильный, пешеходный             |             |
| Долгоруков мост          |                  | Улица Ворошилова                  | 35,3х24                 | 2009                           | инженер Р. Р. Шипов                            | Действующий автомобильный, пешеходный             |             |
| Большой Яблоновский мост |                  | Зольная улица                     | 33,7х16,4               | 1957                           | инженер А. Д. Гутцайт                          | Действующий автомобильный, пешеходный             |             |
| Гранитный мост           |                  | Гранитная улица                   | 31,64х30,1              | 2019                           |                                                | Действующий автомобильный, трамвайный, пешеходный |             |
| Яблоновский мост         |                  | у дома 61 по Заневскому проспекту | 31,1х2,25               | 1914, 1973, 1989               | инженер В. И. Фельдман                         | Действующий пешеходный                            |             |
| Заневский мост           |                  | Заневский проспект                | 40,3х42                 | 1974—1975                      | инженер Б. Э. Дворкин, архитектор Л. А. Носков | Действующий автомобильный, пешеходный             |             |
| Уткин мост               |                  | Республиканская улица             | 29,9х2                  | 1900-е, 1950, 1994             | инженер В. И. Фельдман                         | Действующий пешеходный                            |             |

## Мосты черезОльховку
| Название        | Прежние названия | Створ                         | Общие длина и ширина, м | Годы строит-ва и реконструкции | Проект | Современный статус | Изображение |
| --------------- | ---------------- | ----------------------------- | ----------------------- | ------------------------------ | ------ | ------------------ | ----------- |
| Ольховский мост | Резвый мост      | Набережная реки Екатерингофки |                         | 1891                           |        | разобран в 1960-е  |             |

## Мосты через рекуОхту
| Название                                                                           | Прежние названия                                                                             | Створ                                              | Общие длина и ширина, м | Годы строит-ва и реконструкции                    | Проект                                                       | Современный статус | Изображение |
| ---------------------------------------------------------------------------------- | -------------------------------------------------------------------------------------------- | -------------------------------------------------- | ----------------------- | ------------------------------------------------- | ------------------------------------------------------------ | --- | ----------- |
| Челябинский мост                                                                   | 5-й Охтинский мост                                                                           | Челябинская улица                                  | 12,8х123,1              | 1940-е, 1991—1994                                 | инженер Р. Р. Шипов                                          | Действующий автомобильный, пешеходный                                                                                            |             |
| Беляевский мост                                                                    |                                                                                              | КАД                                                | 321х                    | 2006—2008                                         |                                                              | Действующий автомобильный, пешеходный                                                                                            |             |
| Железнодорожный мост                                                               |                                                                                              | Параллельно КАД                                    |                         |                                                   |                                                              | Действующий железнодорожный |             |
| Капсюльный мост                                                                    |                                                                                              | Капсюльное шоссе, вдоль линии ж/д                  |                         |                                                   |                                                              | Действующий пешеходный |             |
| Капсюльный мост                                                                    | 4-й Охтинский мост                                                                           | Капсюльное шоссе                                   | 41,6х                   | XVIII век, 1994                                   | инженер В.И. Фельдман                                        | Действующий автомобильный, пешеходный                                                                                            |             |
| Малый мост                                                                         | мост через Безымянный ручей                                                                  | Капсюльное шоссе — территория завода «Химволокно»  | 2,18х29,5               | 1970                                              |                                                              | Действующий автомобильный, пешеходный. Сильно поврежден 26 апреля 2017 г., не восстановлен, вместо него построен пешеходный мост |             |
| Охтинская плотина                                                                  | плотина Охтинского порохового завода, плотина Коммунаров                                     | Улица Коммуны                                      | 38,6х16,2               | 1715, 1824—1828, 1864—1868, 1965, 2005(2014)—2016 |                                                              | Действующий автомобильный, пешеходный 781721206020005                                                                            |             |
| Большой Ильинский мост                                                             | Ильинский мост, 3-й Охтинский мост                                                           | Шоссе Революции                                    | 37,9х11,2               | 1720-е, 1912, 2001—2002                           |                                                              | Действующий автомобильный, пешеходный 781711205310005                                                                            |             |
| Армашевский мост                                                                   | 2-й Охтинский мост                                                                           | Улица Потапова                                     | 33х59                   | 1950-е, 1991                                      | инженер Р. Р. Шипов                                          | Действующий автомобильный, трамвайный, пешеходный                                                                                |             |
| Индустриальный мост                                                                |                                                                                              | Индустриальный проспект                            | 59,2х34                 | 1977                                              | инженер Б. Э. Дворкин, архитектор Ю. Г. Шиндин               | Действующий автомобильный, пешеходный                                                                                            |             |
| Охтинский мост №1б                                                                 |                                                                                              | Объездное шоссе                                    |                         | конец XIX века, 1950-е                            |                                                              | Разобран в 1990 году |             |
| Объездной мост                                                                     | Охтинский мост №1а                                                                           | Объездное шоссе                                    | 51,5х4,9                | конец XIX века, 1926, 1960—1962                   | инженер А. Д. Гутцайт, архитектор Л. А. Носков               | Действующий автомобильный, пешеходный                                                                                            |             |
| Ириновский мост                                                                    |                                                                                              | Ириновский проспект                                | 63,3х55,5               | 1983                                              | инженер А. А. Соколов                                        | Действующий автомобильный, трамвайный, пешеходный                                                                                |             |
| Мост на соединительной ветке к сети железных дорог Великого княжества Финляндского |                                                                                              | Бокситогорская улица                               | 97х6                    | 1914                                              |                                                              | Действующий железнодорожный |             |
| Мост Энергетиков                                                                   |                                                                                              | Проспект Энергетиков                               | 59,1х34,5               | 1978                                              | инженер Б. Э. Дворкин                                        | Действующий автомобильный, пешеходный                                                                                            |             |
| Мост Шаумяна                                                                       |                                                                                              | Проспект Шаумяна                                   | 72,9х18,5               | 1968                                              | инженер П. П. Рязанцев, архитектор Л. А. Носков              | Действующий автомобильный, пешеходный                                                                                            |             |
| Мост «Красный Судостроитель»                                                       |                                                                                              |                                                    | 65х2,3                  | 1928 1984—1985, 2020                              | инженеры 3. Г. Васильева, А. А. Сизов                        | Действующий пешеходный |             |
| Комаровский мост                                                                   |                                                                                              | Красногвардейская площадь                          | 72,7х47                 | 1926, 1943, 1960                                  | инженеры В. В. Зайцев, Б. Б. Левин, архитектор Л. А. Носков  | Действующий автомобильный, пешеходный                                                                                            |             |
| Мост Воровского                                                                    | Подъёмный мост, Охтенский подъёмный мост, Охтинский мост, Мало-Охтинский мост, Горбатый мост | Большеохтинский проспект                           |                         | 1836                                              |                                                              | разобран в 1962 году |             |
| Малоохтинский мост                                                                 |                                                                                              | Свердловская набережная — Малоохтинская набережная | 151,2х20,3              | 1982—1984                                         | инженеры А. Д. Гутцайт, Р. Р. Шипов, архитектор В. М. Иванов | Действующий автомобильный, пешеходный                                                                                            |             |

## Мосты черезПетровский канал
| Название     | Прежние названия | Створ             | Общие длина и ширина, м | Годы строит-ва и реконструкции | Проект | Современный статус                                    | Изображение |
| ------------ | ---------------- | ----------------- | ----------------------- | ------------------------------ | ------ | ----------------------------------------------------- | ----------- |
| Доковый мост |                  | Макаровская улица |                         | Вторая половина XIX века       |        | Действующий автомобильный, пешеходный 781710971980016 |             |

## Мосты через ручей Петровского дока
| Название                             | Прежние названия | Створ                             | Общие длина и ширина, м | Годы строит-ва и реконструкции | Проект | Современный статус                     | Изображение |
| ------------------------------------ | ---------------- | --------------------------------- | ----------------------- | ------------------------------ | ------ | -------------------------------------- | ----------- |
| Макаровский мост                     |                  | Якорная площадь — Красная улица   |                         |                                |        | Действующий пешеходный 781711202020005 |             |
| Мост в доковом овраге                |                  | от Морского собора к Летнему саду |                         |                                |        | Действующий пешеходный                 |             |
| Мост доковый на Коммунистической ул. |                  | Якорная площадь — Красная улица   |                         |                                |        | Действующий автомобильный, пешеходный  |             |

## Мосты черезПодзорный канал
| Название       | Прежние названия | Створ            | Общие длина и ширина, м | Годы строит-ва и реконструкции | Проект | Современный статус | Изображение |
| -------------- | ---------------- | ---------------- | ----------------------- | ------------------------------ | ------ | ------------------ | ----------- |
| Подзорный мост |                  | Рижский проспект |                         | 1903                           |        | разобран в 1960-е  |             |

## Мосты через рекуПряжкуиСальнобуянский канал
| Название            | Прежние названия               | Створ                                       | Общие длина и ширина, м | Годы строит-ва и реконструкции          | Проект                                     | Современный статус                                    | Изображение |
| ------------------- | ------------------------------ | ------------------------------------------- | ----------------------- | --------------------------------------- | ------------------------------------------ | ----------------------------------------------------- | ----------- |
| Матисов мост        | Сухарин мост, Матисовской мост | Набережная реки Мойки                       | 39,7х10,5               | 1737, 1836—1839, 1901, 1935, 2000       | инженер Л.Н. Соболев                       | Действующий автомобильный, пешеходный 781710992760005 |             |
| Банный мост         |                                | Матисов переулок — Улица Декабристов        | 35х15                   | 1821, 1962—1964                         | инженер Ю.Л. Юрков, архитектор Л.А. Носков | Действующий автомобильный, пешеходный                 |             |
| Бердов мост         | Чугунный мост, Кузнечный мост  | Мясная улица                                | 31х2,25                 | конец XVIII века, 1805—1806, 1901, 1952 | инженер Е.А. Болтунова                     | Действующий пешеходный                                |             |
| Подзорный мост      |                                | на территории завода «Адмиралтейские верфи» |                         |                                         |                                            | Действующий автомобильный, пешеходный                 |             |
| Сальнобуянский мост | Сальный мост, Буянский мост    | Лоцманская улица                            |                         | 1836                                    |                                            | разобран в 1960-е                                     |             |
| Ново-Буянский мост  |                                | у поворота со стороны Невы                  |                         | 1875                                    |                                            | разобран в конце XIX века                             |             |

## Мосты через ручьи в Приморском районе
| Название            | Прежние названия | Створ                                                          | Общие длина и ширина, м | Годы строит-ва и реконструкции | Проект | Современный статус                    | Изображение |
| ------------------- | ---------------- | -------------------------------------------------------------- | ----------------------- | ------------------------------ | ------ | ------------------------------------- | ----------- |
| 2-й Лахтинский мост |                  | пересечение Приморского шоссе, Яхтенной улицы и Школьной улицы |                         | 1950-е                         |        | Ручей засыпан, мост упразднён         |             |
| Никитинский мост    |                  | 1-я Никитинская улица, южнее Графского пруда                   |                         |                                |        | Действующий автомобильный, пешеходный |             |

## Мосты черезРозовопавильонные пруды
| Название    | Прежние названия | Створ                                          | Общие длина и ширина, м | Годы строит-ва и реконструкции | Проект                | Современный статус                     | Изображение |
| ----------- | ---------------- | ---------------------------------------------- | ----------------------- | ------------------------------ | --------------------- | -------------------------------------- | ----------- |
| Олений мост |                  | Павловск, Павловский парк, 12-я Парадная аллея |                         | 1879                           | инженер А. Н. Чикалёв | Действующий пешеходный 781610399040646 |             |

## Мост через Северный пруд в Приморском парке Победы
| Название                 | Прежние названия | Створ                                  | Общие длина и ширина, м | Годы строит-ва и реконструкции | Проект | Современный статус       | Изображение |
| ------------------------ | ---------------- | -------------------------------------- | ----------------------- | ------------------------------ | ------ | ------------------------ | ----------- |
| Мост через Северный пруд |                  | Приморский парк Победы, Северная аллея |                         |                                |        | Действующий автодорожный |             |

## Мосты черезСельдяной канал
| Название       | Прежние названия | Створ                         | Общие длина и ширина, м | Годы строит-ва и реконструкции | Проект | Современный статус   | Изображение |
| -------------- | ---------------- | ----------------------------- | ----------------------- | ------------------------------ | ------ | -------------------- | ----------- |
| Сельдяной мост |                  | Набережная реки Екатерингофки |                         | конец XIX века                 |        | разобран в 2011 году |             |

## Мосты черезСестру
| Название             | Прежние названия | Створ                                       | Общие длина и ширина, м | Годы строит-ва и реконструкции | Проект                | Современный статус | Изображение |
| -------------------- | ---------------- | ------------------------------------------- | ----------------------- | ------------------------------ | --------------------- | ------------------ | ----------- |
| Ольхин мост          |                  | Белоостров, Александровский переулок        | 43,3х12,5               | 1984                           | инженер Л. Н. Соболев | Действующий        |             |
| Дюнный мост          |                  | Белоостров, Главная улица                   | 28,84х7,3               | 1972                           | инженер Л. Н. Соболев | Действующий        |             |
| Железнодорожный мост |                  | Белоостров                                  |                         |                                |                       | Действующий        |             |
| Белоостровский мост  |                  | Белоостров, Новое шоссе — Центральная улица |                         |                                |                       | Действующий        |             |
| Редугольский мост    |                  | Белоостров, Сестрорецкое шоссе              |                         |                                |                       | Действующий        |             |
| Офицерский мост      |                  | Сестрорецк, Приморское шоссе                | 49,4х26,4               | 1965                           | арх. П. П. Рязанцев   | Действующий        |             |

## Мосты через рекуСлавянку
| Название                                | Прежние названия     | Створ                                 | Общие длина и ширина, м | Годы строит-ва и реконструкции | Проект                                    | Современный статус                                                                           | Изображение |
| --------------------------------------- | -------------------- | ------------------------------------- | ----------------------- | ------------------------------ | ----------------------------------------- | -------------------------------------------------------------------------------------------- | ----------- |
| Линновский мост                         |                      | Павловск, Мариинская улица            |                         | 1790-е, 1820-е                 | архитектор Ч. Камерон                     | Действующий автомобильный, пешеходный 781520387490116                                        |             |
| Горбатый мост                           |                      | Павловск, 30-й проезд                 |                         |                                |                                           | Действующий автомобильный, пешеходный                                                        |             |
| Большой Каменный мост                   |                      | Павловск, Садовая улица               |                         | 1792-1794                      | инженер Ф.В. Бауэр, архитектор Ч. Камерон | Действующий автомобильный, пешеходный 781510387490066                                        |             |
| Мост Кентавров                          |                      | Павловск, Павловский парк             |                         | 1795-1796                      | архитектор В. Бренна                      | Действующий пешеходный 781610399040636                                                       |             |
| Мост-плотина Горбатый                   |                      | Павловск, Павловский парк             |                         | 1784                           | архитектор Ч. Камерон                     | Действующий пешеходный 781610399040686                                                       |             |
| Чёрный мост                             |                      | Павловск, Павловский парк             |                         | 1780-е, 1799                   | архитектор В. Бренна                      | Действующий пешеходный 781610399040706                                                       |             |
| Мост Чугунный у Храма дружбы            |                      | Павловск, Павловский парк             |                         | 1823                           | архитектор К.И. Росси                     | Действующий пешеходный 781610399040666                                                       |             |
| Висконтиев мост                         |                      | Павловск, Павловский парк             |                         | 1802-1803                      | архитектор А.Н. Воронихин                 | Действующий пешеходный 781610399040676                                                       |             |
| Мост-плотина Пиль-башенный              |                      | Павловск, Павловский парк             |                         | 1808                           | архитектор А.Н. Воронихин                 | Действующий пешеходный 781610399040696                                                       |             |
| Ново-Сильвийский мост                   |                      | Павловск, Павловский парк             |                         | 1875                           | архитектор И.Я. Потолов                   | Действующий пешеходный 781510399040116                                                       |             |
| Славянский мост                         |                      | Шлиссельбургский проспект             |                         | 1997                           |                                           | Действующий автомобильный, пешеходный                                                        |             |
| Рыбацкий мост                           | Усть-Славянский мост | Рыбацкий проспект — Славянская улица  |                         | 1956—1957 2022—2023            |                                           | Действующий автомобильный, пешеходный                                                        |             |
| Мельничный мост                         |                      | Советский проспект — Спортивная улица | 26,5х10,4               | 1993                           |                                           | Действующий автомобильный, пешеходный                                                        |             |
| мост-путепровод по Софийской ул.        |                      | Софийская улица                       |                         | 2009                           |                                           | Действующий, совмещён с путепроводом для Колпинской велодорожки, русло Славянки бетонировано |             |
| мост-путепровод по Усть-Ижорскому шоссе |                      | Усть-Ижорское шоссе                   |                         | 2010-е                         |                                           | Действующий, русло Славянки при строительстве спрямлено                                      |             |

## Мосты черезСмоленку
| Название               | Прежние названия                     | Створ                                               | Общие длина и ширина, м | Годы строит-ва и реконструкции            | Проект                                                           | Современный статус                    | Изображение |
| ---------------------- | ------------------------------------ | --------------------------------------------------- | ----------------------- | ----------------------------------------- | ---------------------------------------------------------------- | ------------------------------------- | ----------- |
| Чёрный мост            | Миллеров мост, Мануйлов мост         | 6—7-я линии Васильевского острова                   |                         | 1798                                      |                                                                  | разобран в 1844 году                  |             |
| Уральский мост         | Винный мост                          | Уральская улица — 8–9-я линии Васильевского острова | 24,6х31                 | 1716, 1841, 1874, 1883, 1973—1974         | инженер Е.А. Болтунова, архитектор Л.А. Носков                   | Действующий автомобильный, пешеходный |             |
| Смоленский мост        | Немецкий мост, Армянский мост        | 16–17-я линии Васильевского острова                 | 30,5х27                 | 1750-е, 1841, 1873, 1885, 1913, 1959—1961 | инженер А.Д. Гутцайт, архитектор Л.А. Носков                     | Действующий автомобильный, пешеходный |             |
| Ново-Андреевский мост  | Кооперативный мост, Андреевский мост | у дома 27 по улице Беринга                          | 30х3                    | 1960-е, 2009                              |                                                                  | Действующий пешеходный                |             |
| Наличный мост          |                                      | Наличная улица                                      | 49х70                   | 1973—1975                                 | инженер Е.А. Болтунова, архитекторы С.И. Евдокимов, П. Харитонов | Действующий автомобильный, пешеходный |             |
| Мост Кораблестроителей |                                      | Улица Кораблестроителей                             | 48,4×70                 | 1981—1982                                 | инженеры Л.Н. Соболев, Б.Э. Эдуардов                             | Действующий автомобильный, пешеходный |             |

### Мосты через левый рукав
| Название            | Прежние названия | Створ              | Общие длина и ширина, м | Годы строит-ва и реконструкции | Проект                | Современный статус                    | Изображение |
| ------------------- | ---------------- | ------------------ | ----------------------- | ------------------------------ | --------------------- | ------------------------------------- | ----------- |
| 1-й Смоленский мост |                  | Морская набережная | 36,4×50,0               | 1986—1987                      | инженер А.А. Соколов  | Действующий автомобильный, пешеходный |             |
| 3-й Смоленский мост |                  | Морская набережная | 36,7×15,7               | 1989—1990                      | инженер В.И. Эдуардов | Действующий пешеходный                |             |

### Мосты через правый рукав
| Название            | Прежние названия | Створ              | Общие длина и ширина, м | Годы строит-ва и реконструкции | Проект                | Современный статус                    | Изображение |
| ------------------- | ---------------- | ------------------ | ----------------------- | ------------------------------ | --------------------- | ------------------------------------- | ----------- |
| 2-й Смоленский мост |                  | Морская набережная | 36,7×50,0               | 1986—1987                      | инженер А.А. Соколов  | Действующий автомобильный, пешеходный |             |
| 4-й Смоленский мост |                  | Морская набережная | 36,7×15,7               | 1989—1990                      | инженер В.И. Эдуардов | Действующий пешеходный                |             |

## Мосты черезСтрелкуи Портовый канал
| Название                        | Прежние названия | Створ                                       | Общие длина и ширина, м | Годы строит-ва и реконструкции | Проект                      | Современный статус                     | Изображение |
| ------------------------------- | ---------------- | ------------------------------------------- | ----------------------- | ------------------------------ | --------------------------- | -------------------------------------- | ----------- |
| Мост на Волхонском шоссе №8     |                  | Стрельна, Волхонское шоссе                  | 9,8х22,76               | 1968-1969                      |                             | Действующий автомобильный, пешеходный  |             |
| Железнодорожный мост            |                  | Стрельна                                    |                         |                                |                             | Действующий                            |             |
| Мост у железнодорожного моста   |                  | Стрельна                                    | 2,25х42,43              | 1961                           |                             | Действующий пешеходный                 |             |
| Туфовый мост                    |                  | Стрельна, Орловский пруд                    |                         | 1835-1846                      | архитектор П. С. Садовников | Действующий пешеходный 781610554500086 |             |
| Орловский мост                  |                  | Стрельна, Санкт-Петербургское шоссе         |                         |                                |                             | Действующий автомобильный, пешеходный  |             |
| Мост-водоспуск на реке Стрельне |                  | Стрельна, Орловский пруд                    |                         | 1780-е                         |                             | Закрыт для движения 781711203240005    |             |
| Лемановский мост                |                  | Стрельна, Нижняя дорога — Выставочная улица | 13,1х50,5               | 2006                           |                             | Действующий автомобильный, пешеходный  |             |
| Мост                            |                  | Стрельна, у дома 25 по Пристанской улице    |                         |                                |                             | Действующий пешеходный                 |             |

## Мосты черезТаракановку
| Название               | Прежние названия                                                                   | Створ                                           | Общие длина и ширина, м | Годы строит-ва и реконструкции          | Проект                               | Современный статус                       | Изображение |
| ---------------------- | ---------------------------------------------------------------------------------- | ----------------------------------------------- | ----------------------- | --------------------------------------- | ------------------------------------ | ---------------------------------------- | ----------- |
| 1-й Таракановский мост | Малый Таракановский мост, Большой Таракановский мост, Таракановский каменный мост  | Набережная реки Фонтанки                        |                         | 1821                                    |                                      | разобран в 1906 году                     |             |
| 2-й Таракановский мост | Новый мост, Малый Таракановский мост, Таракановский деревянный мост, Песочный мост | Рижский проспект                                |                         | 1821, 1893                              |                                      | разобран в 1906 году                     |             |
| 3-й Таракановский мост | Таракановский Обводный мост, Таракановский мост                                    | по нечётной стороне набережной Обводного канала |                         | 1821                                    |                                      | разобран в 1906 году                     |             |
| 4-й Таракановский мост | Екатерингофский мост, Выгонный мост, Битепажеский мост                             | по чётной стороне набережной Обводного канала   |                         | 1829, 1893                              |                                      | разобран в 1920-е                        |             |
| Таракановский мост     | Чечериновский мост, Петергофский мост                                              | Площадь Стачек                                  |                         | 1775                                    |                                      | засыпан после 1926 года, разобран в 1979 |             |
| Молвинский мост        | Петровский мост                                                                    | Улица Калинина — Лифляндская улица              | 25х27                   | конец XVIII века, 1828, 1901, 1983—1984 | инженеры Л.Н. Соболев, С.С. Надточий | Действующий автомобильный, пешеходный    |             |

## Мосты черезТызву
| Название                    | Прежние названия | Створ                          | Общие длина и ширина, м | Годы строит-ва и реконструкции | Проект                | Современный статус                                    | Изображение |
| --------------------------- | ---------------- | ------------------------------ | ----------------------- | ------------------------------ | --------------------- | ----------------------------------------------------- | ----------- |
| Мост-плотина на реке Тызьве |                  | Павловск, улица Мичурина       | 58,0х21,7               | 1780-е, 1980—1983              | инженер А. А. Соколов | Действующий автомобильный, пешеходный                 |             |
| Бертонов мост               | Кирасирский      | Павловск, Елизаветинская улица | 46,1х16,5               | 1790-е, 1986—1988              | инженер А. А. Соколов | Действующий автомобильный, пешеходный 781510387490076 |             |

## Мосты вУсть-ИжореиПонтонном
| Название                      | Прежние названия | Створ                  | Общие длина и ширина, м | Годы строит-ва и реконструкции | Проект                   | Современный статус                                 | Изображение |
| ----------------------------- | ---------------- | ---------------------- | ----------------------- | ------------------------------ | ------------------------ | -------------------------------------------------- | ----------- |
| Мост по улице Труда           |                  | улица Труда            | 25х12,25                | 1975                           | инженер Л. Н. Соболев    | Действующий                                        |             |
| Мост по Петрозаводскому шоссе |                  | Петрозаводское шоссе   |                         |                                |                          | Действующий                                        |             |
| Меншиков мост                 |                  | Шлиссельбургское шоссе | 32,7х3                  | 1966                           | инженер Е. Е. Розенфельд | Действующий                                        |             |
| Зареченский мост              |                  | Садовая улица          |                         |                                |                          | Действующий (автомобильное движение одностороннее) |             |

## Мосты черезУтку
| Название         | Прежние названия | Створ                  | Общие длина и ширина, м | Годы строит-ва и реконструкции | Проект | Современный статус                    | Изображение |
| ---------------- | ---------------- | ---------------------- | ----------------------- | ------------------------------ | ------ | ------------------------------------- | ----------- |
| Русановский мост |                  | Октябрьская набережная |                         |                                |        | Действующий автомобильный, пешеходный |             |

## Мосты черезФонтанку
| Название                                  | Прежние названия                                                           | Створ                                          | Общие длина и ширина, м | Годы строит-ва и реконструкции                              | Проект                                                             | Современный статус                                    | Изображение |
| ----------------------------------------- | -------------------------------------------------------------------------- | ---------------------------------------------- | ----------------------- | ----------------------------------------------------------- | ------------------------------------------------------------------ | ----------------------------------------------------- | ----------- |
| Прачечный мост                            |                                                                            | Набережная Кутузова — Дворцовая набережная     | 40,9х14,3               | 1766—1769 1926                                              | архитектор Ю. М. Фельтен                                           | Действующий автомобильный, пешеходный 781710831750056 |             |
| Пантелеймоновский мост                    | Пантелеймоновский цепной мост, Гангутский мост, мост Пестеля               | Улица Пестеля                                  | 43х23,4                 | 1725—1726, 1748—1749, 1823—1824, 1862, 1907—1908, 2001—2002 | архитектор Л.А. Ильин, инженер А.П. Пшеницкий                      | Действующий автомобильный, пешеходный 781711205450005 |             |
| Мост Белинского                           | Симеоновский мост                                                          | Улица Белинского — Инженерная улица            | 56х19,1                 | 1733, 1782—1785, 1859, 1890, 1999                           |                                                                    | Действующий автомобильный, пешеходный 781710972030005 |             |
| Аничков мост                              | Невский мост                                                               | Невский проспект                               | 54,6х37,9               | 1715—1716, 1749, 1783—1787, 1840—1842, 1906—1908, 2007—2008 | инженеры И.Ф. Буттац, А.Х. Редер                                   | Действующий автомобильный, пешеходный 781720831750096 |             |
| Мост Ломоносова                           | Екатерининский мост, Чернышёв мост                                         | Улица Ломоносова                               | 57,2х14,7               | 1785—1788, 1912—1913                                        | инженер Ж-Р. Перроне, инженер А. П. Пшеницкий                      | Действующий автомобильный, пешеходный 781710831750076 |             |
| Лештуков мост                             |                                                                            | Переулок Джамбула                              | 52,2х14,2               | 1907, 1952 1998                                             | инженер Л.Н. Соболев, архитектор А. Ю. Шолохов                     | Действующий автомобильный, пешеходный                 |             |
| Семёновский мост                          |                                                                            | Гороховая улица — Инженерная улица             | 52,2х19,5               | 1733, 1788, 1856—1857, 1949                                 | инженер П.В. Баженов, архитектор Л.А. Носков                       | Действующий автомобильный, пешеходный                 |             |
| Горсткин мост                             |                                                                            | Улица Ефимова                                  | 53,6х6,2                | 1898, 1910, 1928, 1949                                      | инженер П.В. Баженов                                               | Действующий пешеходный                                |             |
| Обуховский мост                           | Обухов мост                                                                | Московский проспект                            | 46,8х30,9               | 1717, 1785, 1865, 1937—1939                                 | инженер В.В. Демченко, архитектор Л.А. Носков                      | Действующий автомобильный, пешеходный 781711018850005 |             |
| Измайловский мост                         |                                                                            | Измайловский проспект — Вознесенский проспект  | 72,5х15,9               | 1738, 1786—1788, 1861, 2006—2008                            | инженер В.В. Дымман                                                | Действующий автомобильный, пешеходный 781711018830005 |             |
| Измайловский (Никольский) трамвайный мост |                                                                            | Никольский переулок — набережная реки Фонтанки | 64,5                    | 1876, 1908                                                  | инженер Г.Г. Кривошеин, архитектор М.М. Перетяткович               | Разобран в 1958 году                                  |             |
| Красноармейский мост                      |                                                                            | Набережная Крюкова канала                      | 61,5х4,5                | 1956                                                        | инженер П.А. Куликов, архитекторы П.А. Арешев, В.С. Васильковский  | Действующий пешеходный                                |             |
| Египетский мост                           | Цепной мост, Египетский цепной мост, Ново-Египетский мост                  | Лермонтовский проспект                         | 46х27                   | 1825—1826, 1954—1956                                        | инженер В.В. Демченко, архитекторы П.А. Арешев, В.С. Васильковский | Действующий автомобильный, пешеходный 781720831750086 |             |
| Английский мост                           | Пешеходный Английский мост                                                 | Английский проспект                            | 60,8х5,5                | 1906, 1962—1963                                             | инженер А. А. Куликов, архитекторы П.А. Арешев, В.С. Васильковский | Действующий пешеходный                                |             |
| Старо-Калинкин мост                       | Калинковский мост, Калинкинский мост, Калинкин мост, Большой Калинкин мост | Старо-Петергофский проспект — Площадь Репина   | 65,6х30                 | 1733, 1786—1788, 1892—1893, 1907—1908                       | инженеры П. К. Сухтелен, И. К. Герард, архитектор М. И. Рылло      | Действующий автомобильный, пешеходный 781710831750066 |             |
| Галерный мост                             |                                                                            | Улица Степана Разина                           |                         |                                                             |                                                                    | Действующий автомобильный, пешеходный                 |             |

## Мосты черезЧернавку
| Название        | Прежние названия | Створ                    | Общие длина и ширина, м | Годы строит-ва и реконструкции | Проект | Современный статус   | Изображение |
| --------------- | ---------------- | ------------------------ | ----------------------- | ------------------------------ | ------ | -------------------- | ----------- |
| Чернявский мост |                  | Среднеохтинский проспект |                         | 1849                           |        | разобран в 1962 году |             |

## Мосты черезЧёрную речку
| Название                         | Прежние названия                                               | Створ                                          | Общие длина и ширина, м | Годы строит-ва и реконструкции     | Проект                                                     | Современный статус                    | Изображение |
| -------------------------------- | -------------------------------------------------------------- | ---------------------------------------------- | ----------------------- | ---------------------------------- | ---------------------------------------------------------- | ------------------------------------- | ----------- |
| Мост в створе Байконурской улицы |                                                                | Байконурская улица/Полевая Сабировская улица   |                         |                                    |                                                            | Действующий пешеходный                |             |
| Мост по ж/д через Чёрную речку   |                                                                |                                                |                         |                                    |                                                            | Действующий железнодорожный           |             |
| Карельский мост                  |                                                                | Карельский переулок                            |                         | 2010—2011                          |                                                            | Действующий автомобильный, пешеходный |             |
| Коломяжский путепровод           | Гужевой мост, Коломяжский мост                                 | Коломяжский проспект — Набережная Чёрной речки |                         | 1838, 1938, 1986, 2010—2012        |                                                            | Действующий автомобильный, пешеходный |             |
| Ланской мост                     | Чернореченский мост, 2-й Чернореченский мост, Пограничный мост | Ланское шоссе — Школьная улица                 | 29,6х38                 | 1849, 1906, 1941, 1967             | инженер Р.Я. Розен, архитектор Л.А. Носков                 | Действующий автомобильный, пешеходный |             |
| Чернореченский мост              | Комендантский мост, Никольский мост, 1-й Чернореченский мост   | Торжковская улица — Улица Савушкина            | 30,4х40                 | 1828, 1893, 1932, 1967—1969        | инженер А.Д. Гутцайт, архитектор Л.А. Носков               | Действующий автомобильный, пешеходный |             |
| Строгановский мост               |                                                                | Ланское шоссе — Улица Графова                  | 31,4х3,2                | 1977                               | инженер А.И. Рубашев                                       | Действующий пешеходный                |             |
| Сердобольский мост               |                                                                | Сердобольская улица                            |                         | 2024                               |                                                            | Действующий автомобильный, пешеходный |             |
| Головинский мост                 | Чернореченский мост                                            | Выборгская набережная — Ушаковская набережная  | 28х27,8                 | 1804, 1817, 1875, 1906, 1948, 1976 | инженер Б.Э. Дворкин, А.Д. Гутцайт, архитектор В.М. Иванов | Действующий автомобильный, пешеходный |             |

## Мосты черезЧухонкунаКрестовском острове
| Название          | Прежние названия | Створ                | Общие длина и ширина, м | Годы строит-ва и реконструкции | Проект                                        | Современный статус                    | Изображение |
| ----------------- | ---------------- | -------------------- | ----------------------- | ------------------------------ | --------------------------------------------- | ------------------------------------- | ----------- |
| 1-й Парковый мост |                  | Батарейная дорога    |                         | 1800-е                         |                                               | разобран в 1952 году                  |             |
| 2-й Парковый мост |                  | Крестовский проспект | 21,1х16,5               | 1806, 1978                     | инженер Л.Н. Соболев, архитектор Н.А. Москвин | Действующий автомобильный, пешеходный |             |
| 3-й Парковый мост |                  | Крестовский проспект | 13,9х8,7                | 1949, 2016                     |                                               | Действующий пешеходный                |             |

## Мосты черезШкиперский канал
| Название        | Прежние названия | Створ             | Общие длина и ширина, м | Годы строит-ва и реконструкции | Проект             | Современный статус                    | Изображение |
| --------------- | ---------------- | ----------------- | ----------------------- | ------------------------------ | ------------------ | ------------------------------------- | ----------- |
| Шкиперский мост |                  | Шкиперский проток | 34,6х7,7                | 1938, 1997                     | инженер Р.Р. Шипов | Действующий автомобильный, пешеходный |             |

## Мосты черезШкиперский проток
| Название        | Прежние названия | Створ           | Общие длина и ширина, м | Годы строит-ва и реконструкции | Проект | Современный статус   | Изображение |
| --------------- | ---------------- | --------------- | ----------------------- | ------------------------------ | ------ | -------------------- | ----------- |
| Горбатый мост   |                  | Улица Беринга   |                         | 1829                           |        | разобран в 1894 году |             |
| Офицерский мост | Гаванский мост   | Гаванская улица |                         | 1829                           |        | разобран в 1906 году |             |

## Статьи и публикации
- 21 безымянный мост в разных концах Петербурга получит название // Канонер : новостной портал. — 2020. — 24 сентября.
- Смольный передумал реконструировать мост А. Невского // РБК : новостной портал. — 2008. — 28 января.
- Рукопожатие над Невой. Как строят мосты в Петербурге: интервью с проф. ПГУПС заслуженным строителем РФ Г. И. Богдановым / подг. В. Юшковский // Санкт-Петербургские ведомости. — 2023. — 16 марта.